# Rzeź Woli
Rzeź Woli – eksterminacja mieszkańców warszawskiej dzielnicy Wola dokonana przez oddziały SS i policji niemieckiej pod dowództwem SS-Gruppenführera Heinza Reinefartha na początku sierpnia 1944 roku, w pierwszych dniach powstania warszawskiego.
Rzeź Woli stanowiła bezpośrednią realizację rozkazów Adolfa Hitlera i Heinricha Himmlera, nakazujących zburzenie Warszawy i wymordowanie jej mieszkańców. W trakcie masakry, której punkt szczytowy przypadł w dniach 5–7 sierpnia 1944, w licznych masowych i indywidualnych egzekucjach zamordowano tysiące polskich mężczyzn, kobiet i dzieci, w tym pacjentów i personel trzech wolskich szpitali. Masakrze towarzyszyły gwałty, rabunki i podpalenia. Całkowita liczba ofiar pozostaje trudna do ustalenia. W polskiej historiografii szacowano ją zazwyczaj w przedziale od 30 tys. do 65 tys. Niektórzy polscy i niemieccy badacze są jednak zdania, że nie przekroczyła 15 tys. 
Rzeź Woli bywa uznawana za największą jednostkową masakrę ludności cywilnej dokonaną w Europie w czasie II wojny światowej, a zarazem największą w historii jednostkową zbrodnię popełnioną na narodzie polskim.

## Rozkaz zniszczenia Warszawy
Warszawa była uznawana przez niemieckich okupantów za centrum polskiego oporu przeciw nazistowskiemu „nowemu porządkowi”. Mimo iż w Generalnym Gubernatorstwie stolicę Polski próbowano zdegradować do roli miasta prowincjonalnego, Warszawa pozostawała nadal centrum polskiego życia politycznego, intelektualnego i kulturalnego. Stanowiła także siedzibę władz Polskiego Państwa Podziemnego oraz miejsce funkcjonowania szczególnie silnych i dobrze zorganizowanych struktur ruchu oporu. Generalny gubernator Hans Frank zapisał w swoim dzienniku pod datą 14 grudnia 1943: „Mamy w tym kraju jeden punkt, z którego pochodzi wszystko zło: to Warszawa. Gdybyśmy nie mieli Warszawy w Generalnym Gubernatorstwie, to nie mielibyśmy 4/5 trudności, z którymi musimy walczyć. Warszawa jest i pozostanie ogniskiem zamętu, punktem, z którego rozprzestrzenia się niepokój w tym kraju”.
Wybuch powstania warszawskiego (1 sierpnia 1944) został potraktowany przez nazistowskich przywódców jako doskonała okazja do rozwiązania „polskiego problemu”. Podczas przemówienia dla dowódców okręgów wojskowych i komendantów szkół wygłoszonego w Jägerhöhe 21 września 1944 Reichsführer-SS Heinrich Himmler wspominał, że na wieść o wybuchu powstania udał się natychmiast do Hitlera, któremu oświadczył:

„Mój Führerze, pora jest dla nas niezbyt pomyślna. Z punktu widzenia historycznego jest [jednak] błogosławieństwem, że Polacy to robią. Po pięciu, sześciu tygodniach wybrniemy z tego. A po tym Warszawa, stolica, głowa, inteligencja tego byłego 16-17-milionowego narodu Polaków będzie zniszczona, tego narodu, który od 700 lat blokuje nam Wschód i od czasu pierwszej bitwy pod Tannenbergiem leży nam w drodze. A wówczas historycznie polski problem nie będzie już wielkim problemem dla naszych dzieci i dla wszystkich, którzy po nas przyjdą, ba, nawet już dla nas”.

Hitler, który wciąż nie doszedł do siebie po niedawnym zamachu na swoje życie, zadanie odzyskania kontroli nad Warszawą postanowił powierzyć nie generałom Wehrmachtu – do których niemal całkowicie stracił zaufanie – lecz Himmlerowi. Prawdopodobnie liczył przy tym, że poprzez szybkie i brutalne stłumienie powstania wyśle jednoznaczny sygnał swoim wrogom i wahającym się sojusznikom, iż nie stracił kontroli nad biegiem wydarzeń. Ponadto podobnie jak Himmler wierzył, że poprzez zniszczenie polskiej stolicy zabezpieczy „rasową przyszłość Niemiec”.
Oddziałom skierowanym do Warszawy rozkazano zniszczyć miasto i wymordować wszystkich jego mieszkańców. Zgodnie z relacją SS-Obergruppenführera Ericha von dem Bach-Zelewskiego treść rozkazu przedstawiała się następująco: „każdego mieszkańca należy zabić, nie wolno brać żadnych jeńców. Warszawa ma być zrównana z ziemią i w ten sposób ma być stworzony zastraszający przykład dla całej Europy”. Z kolei szef sztabu von dem Bacha, SS-Brigadeführer Ernst Rode, zeznał po wojnie, że SS-Oberführer Oskar Dirlewanger – dowódca jednej z jednostek skierowanych do walki z powstaniem – otrzymał od Himmlera napisany odręcznie ołówkiem rozkaz, w którym Reichsführer-SS zapowiadał mu w imieniu Hitlera, że Warszawa zostanie zrównana z ziemią, a sam Dirlewanger jest upoważniony „zabijać kogo zechce, według swego upodobania”. Rozkaz zniszczenia Warszawy otrzymali również dowódcy niemieckiego garnizonu w Warszawie. SS-Oberführer Paul Otto Geibel, Dowódca SS i Policji (SS- und Polizeiführer) na dystrykt warszawski, zeznał po wojnie, że już wieczorem 1 sierpnia Himmler polecił mu telefonicznie: „niech pan zniszczy dziesiątki tysięcy”. Rozkaz obowiązywał jednak nie tylko podległe Himmlerowi formacje SS i policji, lecz również jednostki Wehrmachtu.
Autorstwo rozkazu pozostaje przedmiotem kontrowersji. Część historyków przychyla się do wersji, którą przedstawił Bach-Zelewski w swych powojennych zeznaniach, według której Hitler wydał jedynie rozkaz całkowitego zniszczenia miasta, natomiast Himmler z własnej inicjatywy uzupełnił go o polecenie wymordowania wszystkich mieszkańców. Z kolei zdaniem m.in. Antoniego Przygońskiego i Piotra Madajczyka rozkaz eksterminacji całej ludności Warszawy został wydany ustnie przez Führera, podczas gdy dalsze polecenia Himmlera w tej sprawie były już tylko rozkazami wykonawczymi. Ten pierwszy historyk przypuszczał, że rozkaz zniszczenia Warszawy i wymordowania jej mieszkańców został wydany ustnie przez Hitlera podczas narady, która odbyła się w nocy z 1 na 2 sierpnia lub 2 sierpnia rano, a jego odbiorcami byli Himmler oraz szef sztabu Naczelnego Dowództwa Wojsk Lądowych (OKH), gen. Heinz Guderian.

## Niemieckie zbrodnie na Woli w dniach 1-4 sierpnia

### „Żywe tarcze” i pierwsze egzekucje

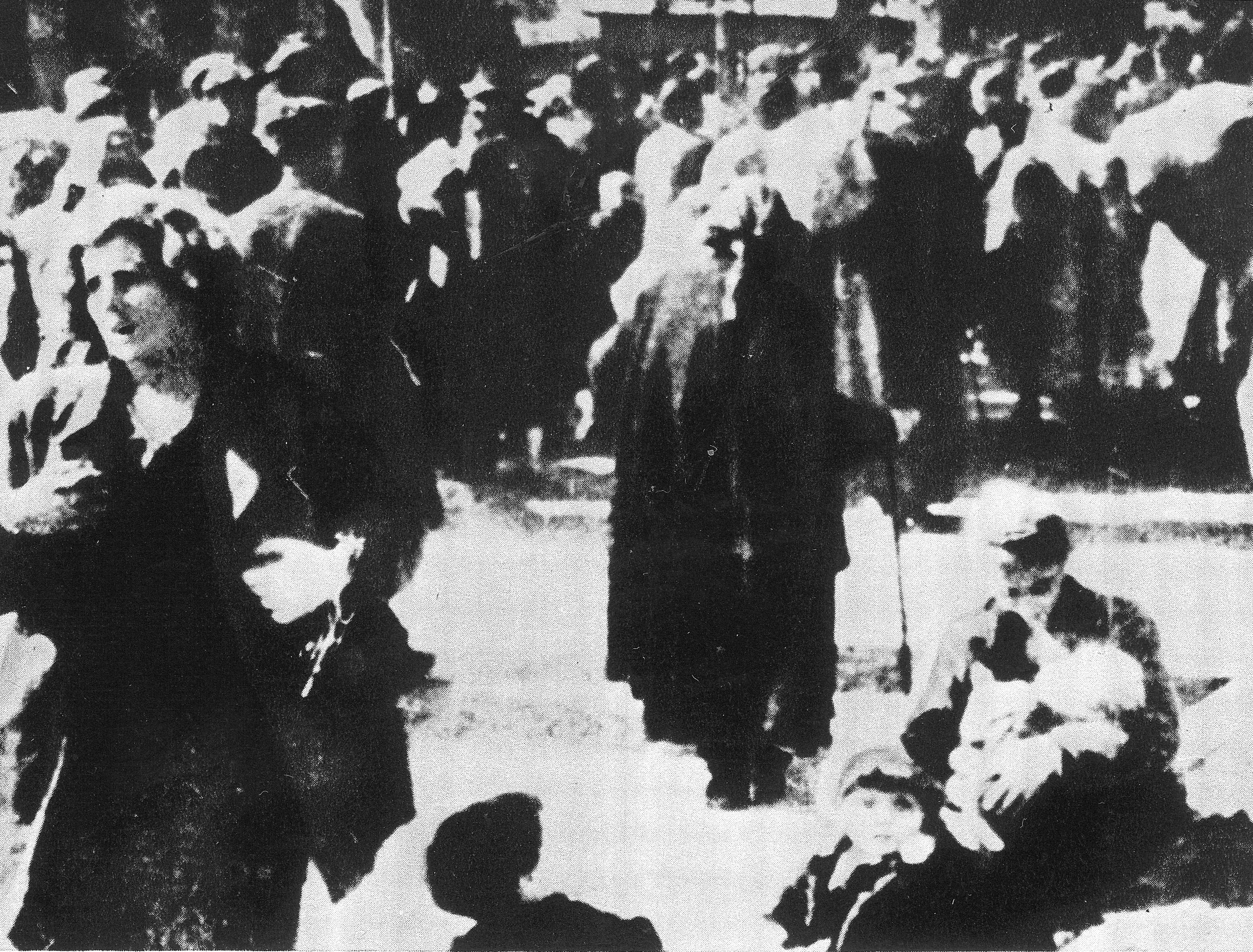
Mieszkańcy Woli wypędzani ze swoich domów w sierpniu 1944

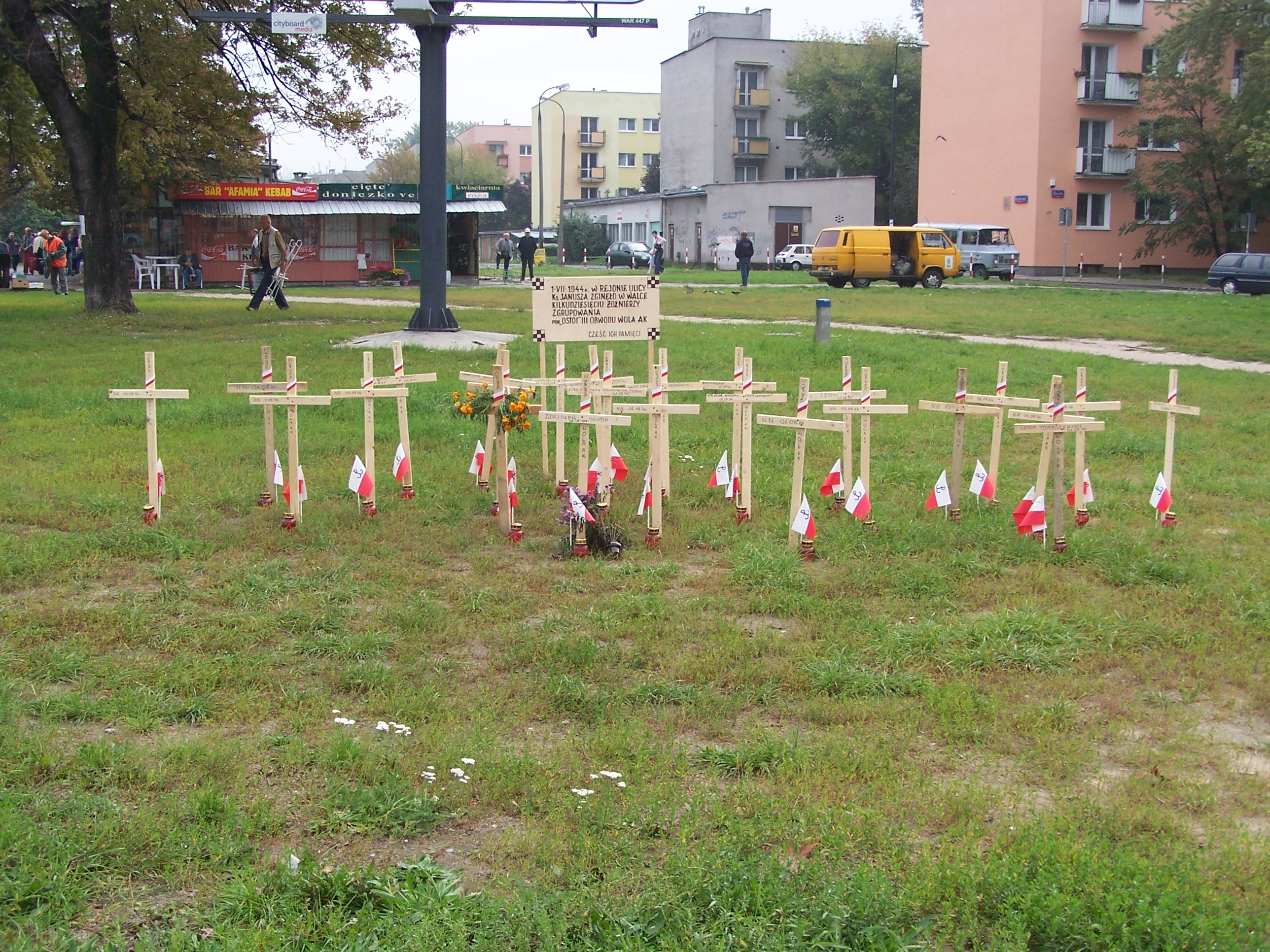
Krzyże upamiętniające poległych i pomordowanych żołnierzy zgrupowania „Ostoi”

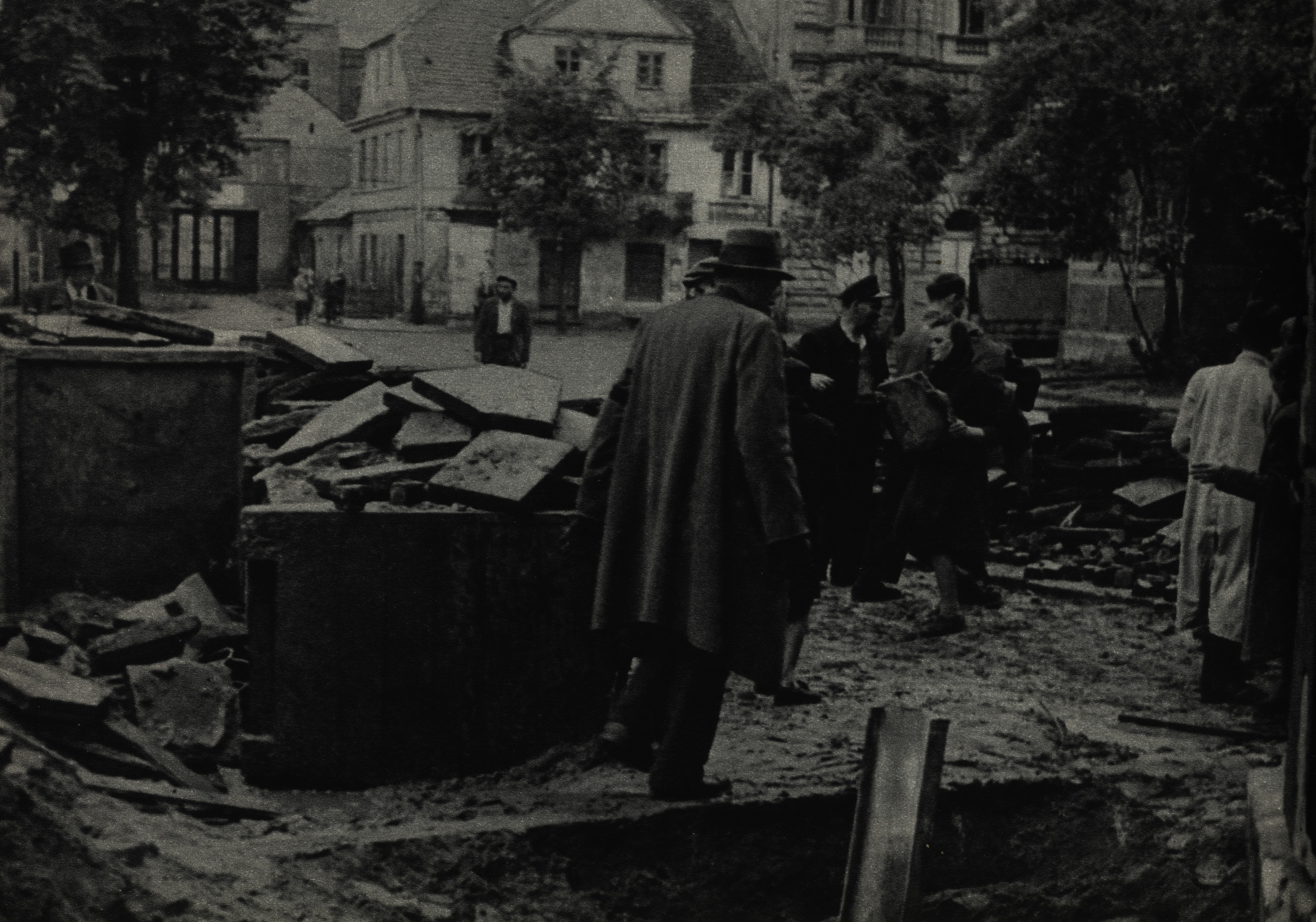
Budowa barykady na jednej z wolskich ulic

Od pierwszych godzin powstania oddziały niemieckiego garnizonu Warszawy dopuszczały się licznych zbrodni wojennych. Wzięci do niewoli powstańcy byli rozstrzeliwani, rannych dobijano. Doszło także do pierwszych mordów na ludności cywilnej. Do ich rozpoczęcia nie był konieczny specjalny rozkaz Hitlera, gdyż generał Reiner Stahel jako dowódca garnizonu warszawskiego miał prawo „zastosować wszelkie środki w stosunku do ludności cywilnej w Warszawie, konieczne dla utrzymania spokoju, bezpieczeństwa i porządku”.
Zbrodnie popełniane przez Niemców na Woli nie miały początkowo na celu całkowitej eksterminacji ludności dzielnicy, lecz stanowiły raczej akty doraźnego odwetu za wybuch powstania. Ofiarą egzekucji padali przede wszystkim mężczyźni podejrzewani o udział w walkach. Wczesnym popołudniem 1 sierpnia, a więc jeszcze przed godziną „W”, Niemcy dokonali zbiorowej egzekucji przy ul. Sowińskiego 28 (róg ul. Karlińskiego). W odwecie za wcześniejszą potyczkę ze zmierzającymi na punkty zborne żołnierzami AK rozstrzelano w tym miejscu ośmiu przypadkowo schwytanych mężczyzn. Z kolei na samym początku walk powstańczych niemiecka piechota wsparta czołgami zaskoczyła rozwijające się na Kole zgrupowania poruczników „Ostoi” i „Gromady” z Obwodu AK „Wola”. Po rozbiciu polskich oddziałów Niemcy urządzili obławę na ulicach Koła, dobijając rannych oraz mordując wziętych do niewoli żołnierzy AK. 1 sierpnia Niemcy zabili także kilku cywilnych mieszkańców domu przy ul. Okopowej 20 oraz podpalili dom „Piekiełko” przy ul. Wolskiej 165, rozstrzeliwując przy tym sześciu mężczyzn.
Ze względu na liczebną i techniczną przewagę wroga oddziały Obwodu AK „Wola” nie zdołały zdobyć większości wyznaczonych im celów. Tylko część dzielnicy znalazła się przejściowo pod kontrolą powstańców. Zasadniczy wpływ na przebieg walk prowadzonych na Woli miał fakt, iż przez tę dzielnicę przechodziła jedna z najważniejszych arterii komunikacyjnych miasta, tj. trasa Wolska – Chłodna – Elektoralna – Senatorska – most Kierbedzia (tzw. arteria wolska). Latem 1944 roku był to jeden z najważniejszych szlaków zaopatrzeniowych na centralnym odcinku frontu wschodniego, łączący z zapleczem niemieckie oddziały na prawym brzegu Wisły. Począwszy od godzin porannych 2 sierpnia niemieckie oddziały frontowe próbowały odblokować tę newralgiczną arterię, na skutek czego już na samym początku powstania polskie oddziały na Woli zostały uwikłane w zacięte walki obronne. Nieprzyjaciel z każdym dniem nasilał swoje ataki, dopuszczając się przy tym licznych zbrodni na jeńcach oraz ludności cywilnej. Wola miała okazać się jedną z tych dzielnic Warszawy, gdzie jeszcze przed przybyciem zorganizowanych przez Himmlera „sił odsieczy” Niemcy dopuścili się największych naruszeń prawa wojennego.
Między 1 a 4 sierpnia walczący na Woli żołnierze Dywizji Pancerno-Spadochronowej „Hermann Göring” zamordowali ok. 400 wziętych do niewoli powstańców, w tym wielu rannych. Jednocześnie jednostki tej dywizji, wsparte przez żołnierzy 608 Pułku Ochronnego, systematycznie wypędzały z budynków mieszkalnych ludność cywilną, dopuszczając się przy tym mordów, grabieży i gwałtów na kobietach. 2 sierpnia spędzono dwudziestu trzech mężczyzn do ogrodu przy ul. Zawiszy 43 i tam zabito ich za pomocą granatów. Kolejnych piętnastu mężczyzn Niemcy zamordowali w domu przy pobliskiej ul. Magistrackiej 9/11. Tego samego dnia rozstrzelano także grupę mężczyzn z domu przy ul. Sokołowskiej 26 (róg Górczewskiej) oraz siedmiu mężczyzn wyprowadzonych z domów przy ul. Prądzyńskiego nr 17 i 19. Ponadto 2 sierpnia był dniem, w którym Niemcy uwięzili pierwszą grupę ludności cywilnej w gmachu kościoła św. Stanisława Biskupa przy ul. Wolskiej 76 (kolejne grupy wypędzonych, początkowo niewielkie, trafiły tam 3 i 4 sierpnia). Z kolei 3 sierpnia żołnierze niemieccy, nałożywszy powstańcze opaski, podstępem zdobyli domy przy ul. Młynarskiej nr 12, 14 i 16. Wymordowali wówczas ukrywających się w piwnicach mieszkańców, m.in. za pomocą wrzucanych do wewnątrz granatów.
Walczące na Woli oddziały niemieckie nagminnie wykorzystywały cywilów, w tym kobiety i dzieci, w charakterze żywych tarcz osłaniających natarcia piechoty lub czołgów. Schwytanych Polaków zmuszano także do rozbierania barykad w ogniu walki. Pierwsze tę zbrodniczą taktykę zastosowały w Warszawie oddziały Wehrmachtu, a dopiero później jednostki SS i policji. 2 sierpnia żołnierze dywizji „Hermann Göring” użyli 50 przywiązanych do drabiny Polaków jako osłony dla czołgów nacierających na powstańcze pozycje w rejonie ul. Okopowej. Był to pierwszy zarejestrowany w czasie powstania przypadek wykorzystania cywilów w charakterze „żywych tarcz”. Z kolei następnego dnia, gdy niemieckie czołgi zaatakowały powstańcze barykady na ul. Wolskiej, przed kolumną pancerną popędzono gromadę mężczyzn i kobiet mających służyć jako osłona pojazdów i siła robocza do rozbierania barykad. Atak został zatrzymany; część zakładników udało się powstańcom odbić, wielu innych poniosło jednak śmierć w krzyżowym ogniu. W godzinach przedpołudniowych silna kolumna pancerna, należąca do dywizji „Hermann Göring”, ponownie uderzyła wzdłuż ul. Wolskiej. Przed czołgami pędzono jako osłonę około 300 cywilów (kobiety i mężczyzn). Niemieckiej kolumnie udało się przedrzeć przez powstańcze barykady, a następnie ulicą Towarową i Alejami Jerozolimskimi dotrzeć w okolice mostu Poniatowskiego. Dopiero tam uwolniono ocalałych zakładników. Niemieccy czołgiści wykorzystywali cywilów w charakterze „żywych tarcz” również podczas walk prowadzonych na Woli w dniu 4 sierpnia.

### Przybycie „sił odsieczy”

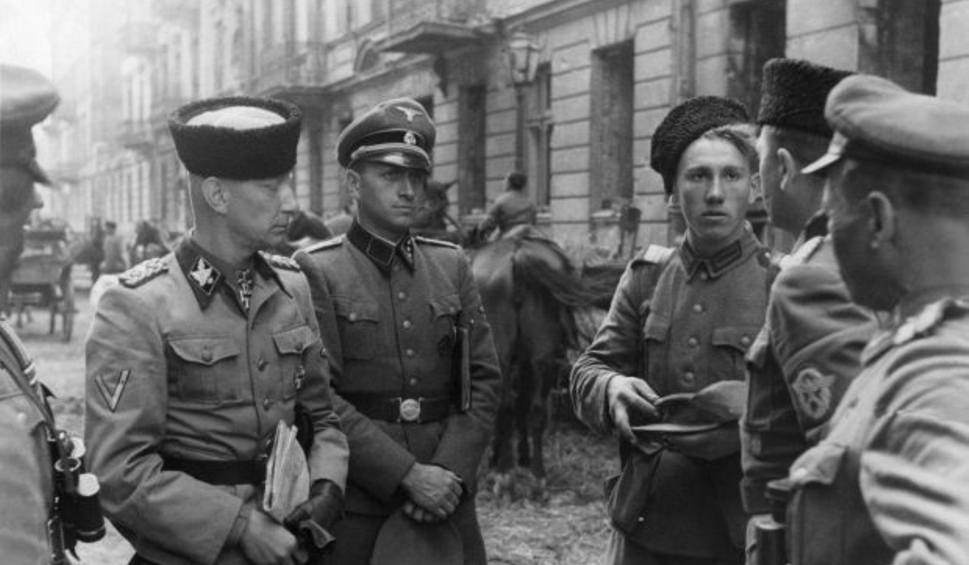
SS-Gruppenführer Heinz Reinefarth wraz z żołnierzami 3 Pułku Kozaków

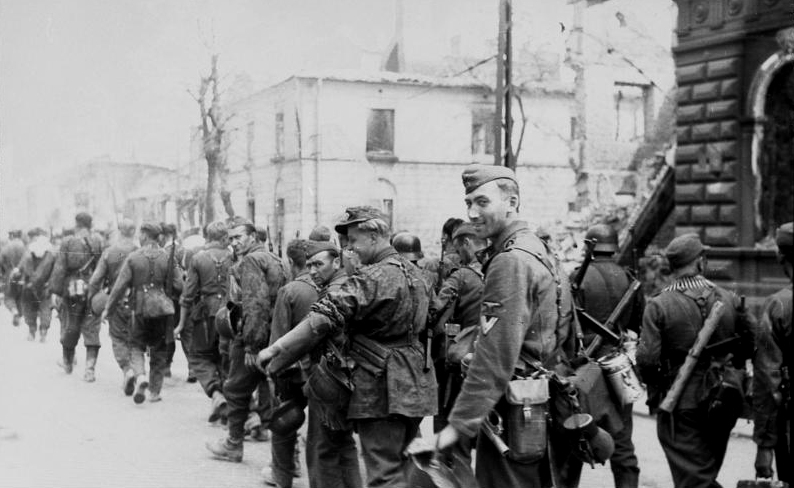
Esesmani z pułku Dirlewangera maszerujący ulicą Chłodną w kierunku Śródmieścia

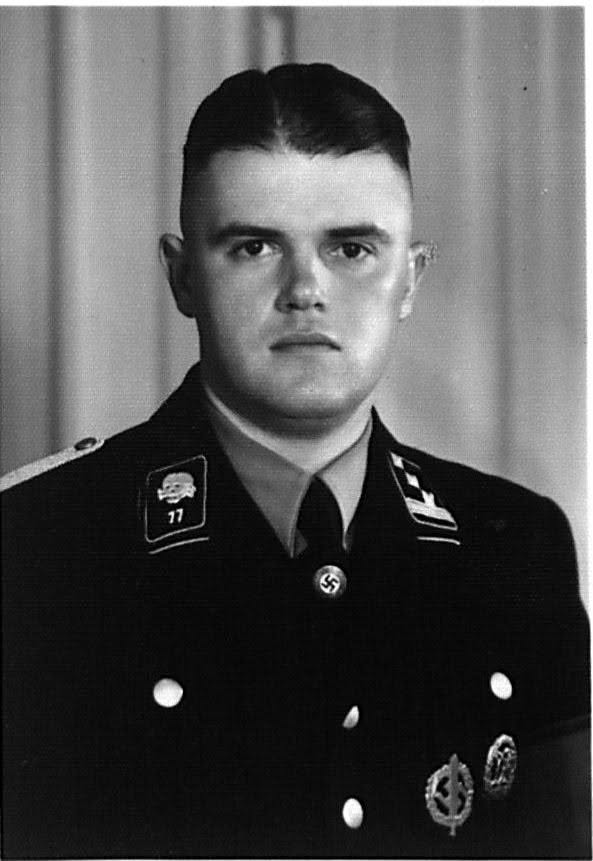
SS-Sturmbannführer Kurt Weiße, faktyczny dowódca SS-Sonderregiment Dirlewanger podczas rzezi Woli

Powstanie w Warszawie nie zaskoczyło Niemców na poziomie taktycznym, stanowiło natomiast zaskoczenie w skali operacyjnej. Ze względu na fakt, że pierwszoliniowe jednostki Wehrmachtu i Waffen-SS były w większości zaangażowane w walki z Armią Czerwoną, niemieckie dowództwo było zmuszone skierować do miasta przede wszystkim improwizowane oddziały alarmowe, grupy bojowe sformowane spośród elewów szkół wojskowych i policyjnych oraz członków batalionów zapasowych, szkolnych i policyjnych, a także liczne formacje kolaboranckie.
Już 2 sierpnia Himmler udał się samolotem do Poznania, gdzie wspólnie z miejscowym gauleiterem Arthurem Greiserem oraz dowódcą XXI Okręgu Wojskowego gen. Walterem Petzelem przystąpił do formowania grupy policyjnej, która miała wyruszyć na odsiecz niemieckiemu garnizonowi w Warszawie. Dowodzenie tym zgrupowaniem Reichsführer-SS powierzył Wyższemu Dowódcy SS i Policji w Kraju Warty, SS-Gruppenführerowi Heinzowi Reinefarthowi.
W pierwszym rzucie niemieckich sił skierowanych do walki z powstaniem znalazły się następujące oddziały:
- naprędce sformowana grupa policyjna z Kraju Warty pod dowództwem SS-Gruppenführera Heinza Reinefartha. Według dokumentów przytoczonych w monografii Hannsa von Krannhalsa(inne języki) w momencie rozpoczęcia walk na Woli w jej skład wchodziły: dwie i pół kompanii zmotoryzowanej policji ochronnej (Schutzpolizei), kompania zmotoryzowanej żandarmerii (Gendarmerie), alarmowy batalion podchorążych z XXI Okręgu Wojskowego, kompania SS-Junkerschule Braunschweig. 4 sierpnia stan liczebny jednostek z Warthegau wynosił około tysiąca policjantów i żołnierzy[45]. Do 5 sierpnia miał on wzrosnąć do 2750 policjantów i żołnierzy[46].
- Pułk Specjalny SS „Dirlewanger”. Jednostka ta specjalizowała się dotąd w prowadzeniu brutalnych akcji pacyfikacyjnych na tyłach frontu wschodniego. Większość jej składu osobowego stanowili niemieccy żołnierze Waffen-SS i Wehrmachtu skazani dyscyplinarnie na kary więzienia, osoby z wyrokami za „zachowania aspołeczne” oraz kryminaliści z obozów koncentracyjnych. Byli oni ułaskawiani po otrzymaniu Krzyża Żelaznego kl. II za walkę dla narodowosocjalistycznej wspólnoty volkistowskiej (Volksgemeineschaft). Pododdziały pułku specjalnego przybywały do Warszawy stopniowo, stąd w momencie rozpoczęcia szturmu na Wolę na miejscu obecne były tylko jego sztab oraz I batalion dowodzony przez SS-Hauptsturmführera Herberta Meyera (365 ludzi). Dopiero 7 sierpnia do walk wszedł II batalion pod dowództwem SS-Sturmbannführera Josefa Steinhauera. Sam SS-Standartenführer Oskar Dirlewanger dotarł do Warszawy dopiero 8 sierpnia, stąd w czasie walk na Woli pułkiem dowodził jego zastępca i szef sztabu, SS-Sturmbannführer Kurt Weiße[47].
- Brygada Szturmowa SS RONA (Rosyjska Wyzwoleńcza Armia Ludowa) dowodzona przez SS-Brigadeführera Bronisława Kaminskiego. Była to formacja kolaboracyjna, złożona w zdecydowanej większości z Rosjan. Po wybuchu powstania spośród żołnierzy brygady sformowano pułk szturmowy pod dowództwem majora Iwana Frołowa, liczący od 1,5 tys. do 1,7 tys. żołnierzy[48].
- 608 pułk zabezpieczenia dowodzony przez pułkownika Willi Schmidta.
- dwa bataliony azerbejdżańskie (batalion z Oddziału Specjalnego „Bergman” oraz I batalion 111 Pułku Piechoty).

4 sierpnia pierwszy rzut „sił odsieczy” zakończył koncentrację na zachodnich przedmieściach Warszawy. Wchodzące w jego skład oddziały przystąpiły następnego dnia do działań zaczepnych. Generał Nikolaus von Vormann dowodzący operującą w rejonie miasta niemiecką 9. Armią na jeden dzień wzmocnił je wówczas zapasowym batalionem z Dywizji Pancerno-Spadochronowej „Hermann Göring” (ok. 800 żołnierzy). Niemieckie plany przewidywały, że „siły odsieczy” będą atakować wzdłuż dwóch osi natarcia:
- oddziały policyjne z Kraju Warty i I batalion z pułku Dirlewangera, wzmocnione o dwie azerskie kompanie z Oddziału Specjalnego „Bergman”, miały uderzyć na Wolę – najpierw wzdłuż ulicy Wolskiej oraz przez rejony na północ i południe od tej ulicy, następnie w kierunku ulic Grzybowskiej i Chłodnej, a stamtąd w kierunku Ogrodu Saskiego, pl. Marszałka Józefa Piłsudskiego i pl. Teatralnego. W odwodzie znajdował się wspomniany batalion z dywizji „Hermann Göring”. Głównym zdaniem tego zgrupowania było przedarcie się do mostu Kierbedzia i odblokowanie w ten sposób arterii wolskiej[50]. Dodatkowym celem było uwolnienie gubernatora Ludwiga Fischera i gen. Reinera Stahela, których powstańcy odcięli w rejonie pl. Marszałka Józefa Piłsudskiego, aczkolwiek nie był to priorytet, gdyż Stahel oceniał, że obrońcy „dzielnicy rządowej” będą w stanie utrzymać się jeszcze przez co najmniej kilka dni[51]. Natarciem na Woli dowodził osobiście SS-Gruppenführer Heinz Reinefarth[52].
- pułk zbiorczy z brygady RONA miał uderzyć na Ochotę i postępując najpierw wzdłuż ulicy Grójeckiej, a następnie wzdłuż Al. Jerozolimskich i przez obszar wokół Filtrów – odblokować dojście do mostu Poniatowskiego[53].

Himmler powierzył zadanie stłumienia powstania SS-Obergrupenführerowi Erichowi von dem Bach-Zelewskiemu – dotychczas odpowiedzialnemu za walkę z partyzantką w okupowanej Europie (Chef der Bandenbekämpfungsverbände). Ten dotarł jednak do Warszawy dopiero 5 sierpnia w godzinach popołudniowych. Do tego czasu dowództwo nad oddziałami, które przybyły na odsiecz garnizonowi warszawskiemu – w tym Brygadą RONA i Pułkiem Specjalnym SS „Dirlewanger” – sprawował SS-Gruppenführer Heinz Reinefarth. Takie założenie przyjęło również dowództwo niemieckiej 9. Armii. Jako że Reinefarth nie miał doświadczenia wojskowego, przydzielono mu na szefa sztabu oficera Wehrmachtu, ppłk Kurta Fischera. W praktyce zarówno Dirlewanger, jak i Kaminski, powołując się na upoważnienia otrzymane bezpośrednio od Himmlera, dość niechętnie wykonywali rozkazy SS-Gruppenführera.
Antoni Przygoński podawał, że oddziały Reinefartha już 4 sierpnia rozpoczęły mordowanie ludności Woli. Tego dnia miały mieć miejsce pierwsze egzekucje na terenie fabryki Kazimierza Franaszka przy ul. Wolskiej 41/45 oraz przy wiadukcie kolejowym na ul. Górczewskiej. Nie potwierdzają tego inne źródła.

## „Czarna sobota” – rzeź w dniu 5 sierpnia

### Narada na stanowisku dowodzenia Reinefartha

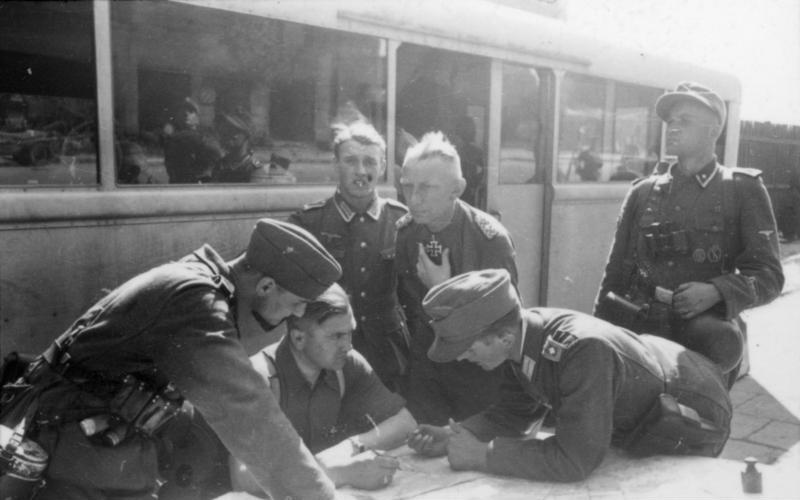
Punkt dowodzenia Reinefartha podczas walk na Woli (róg ulic Wolskiej i Syreny)

5 sierpnia we wczesnych godzinach porannych w punkcie dowodzenia Reinefartha znajdującym się w pobliżu skrzyżowania ulic Wolskiej i Syreny odbyła się odprawa, w której trakcie omówiono plan natarcia na pozycje powstańcze. Przebieg tej narady można spróbować odtworzyć wyłącznie na podstawie zeznań, które jej uczestnicy złożyli w latach 60. podczas śledztwa toczącego się przeciw Reinefarthowi w Niemczech Zachodnich. Owe zeznania nie mogą być przy tym traktowane jako w pełni wiarygodne.
Fritz Werner, dowódca kompanii w batalionie podchorążych z V oficerskiej szkoły piechoty w Poznaniu, twierdził, iż Reinefarth rozpoczął naradę od opisania sytuacji panującej w mieście. Miał wówczas podkreślić konieczność szybkiego przyjścia z pomocą obrońcom „dzielnicy rządowej”, wspominając przy tym o okrutnych zbrodniach na niemieckich jeńcach, których rzekomo mieli się dopuszczać polscy powstańcy. Werner oraz inny przesłuchiwany oficer utrzymywali, że SS-Gruppenführer wydawał rozkazy o dość nieprecyzyjnej treści, co miało wynikać z faktu, iż nie miał doświadczenia sztabowego. Niemieccy świadkowie twierdzili ponadto, że w trakcie narady nie padł jednoznaczny rozkaz mordowania polskich cywilów niebiorących udziału w powstaniu. Niemniej Reinefarth miał nie pozostawić wątpliwości, że cała ludność Warszawy uczestniczy w powstaniu, w związku z czym miasto należy zrównać z ziemią, a z buntownikami postępować bezlitośnie, bez pardonu. Friedrich Peterburs, dowódca batalionu policyjnego z Kraju Warty, twierdził ponadto, iż Reinefarth polecił dowódcom pododdziałów traktować każdą napotkaną na drodze osobę jako uczestnika powstania, grożąc jednocześnie, iż każdy kto nie wykaże się właściwą energią stanie przed sądem wojennym.
Jednoznaczne polecenia otrzymali szeregowi żołnierze. Podoficer SS Helmut Wagner, dowódca plutonu w pułku Dirlewangera, przebywając w sowieckiej niewoli, zeznał, że rankiem 5 sierpnia 1944 w jego jednostce odczytano rozkaz Himmlera, nakazujący powstańców i ludność zabijać, a miasto niszczyć. Inny żołnierz tego pułku cytował w swoich zeznaniach rozkaz swego dowódcy plutonu: „Wszystko podpalać! Nikogo nie oszczędzać! Nie brać więźniów do niewoli!”. Dowódca jednego z plutonów w batalionie policyjnym z Kraju Warty, przesłuchiwany po wojnie przez zachodnioniemieckiego prokuratora, zeznał natomiast, że w jego oddziale odczytano tego dnia komunikat o treści: „Führer rozkazał całkowicie zniszczyć Warszawę” – co wszyscy policjanci zinterpretowali jako „spalić razem z mieszkańcami”. Z kolei oddziały niemieckiej żandarmerii wojskowej otrzymały rozkaz o treści: „zabijać wszystkich, którzy wejdą wam pod lufy, nie wolno brać jeńców”.

### Początek niemieckiego natarcia na Woli

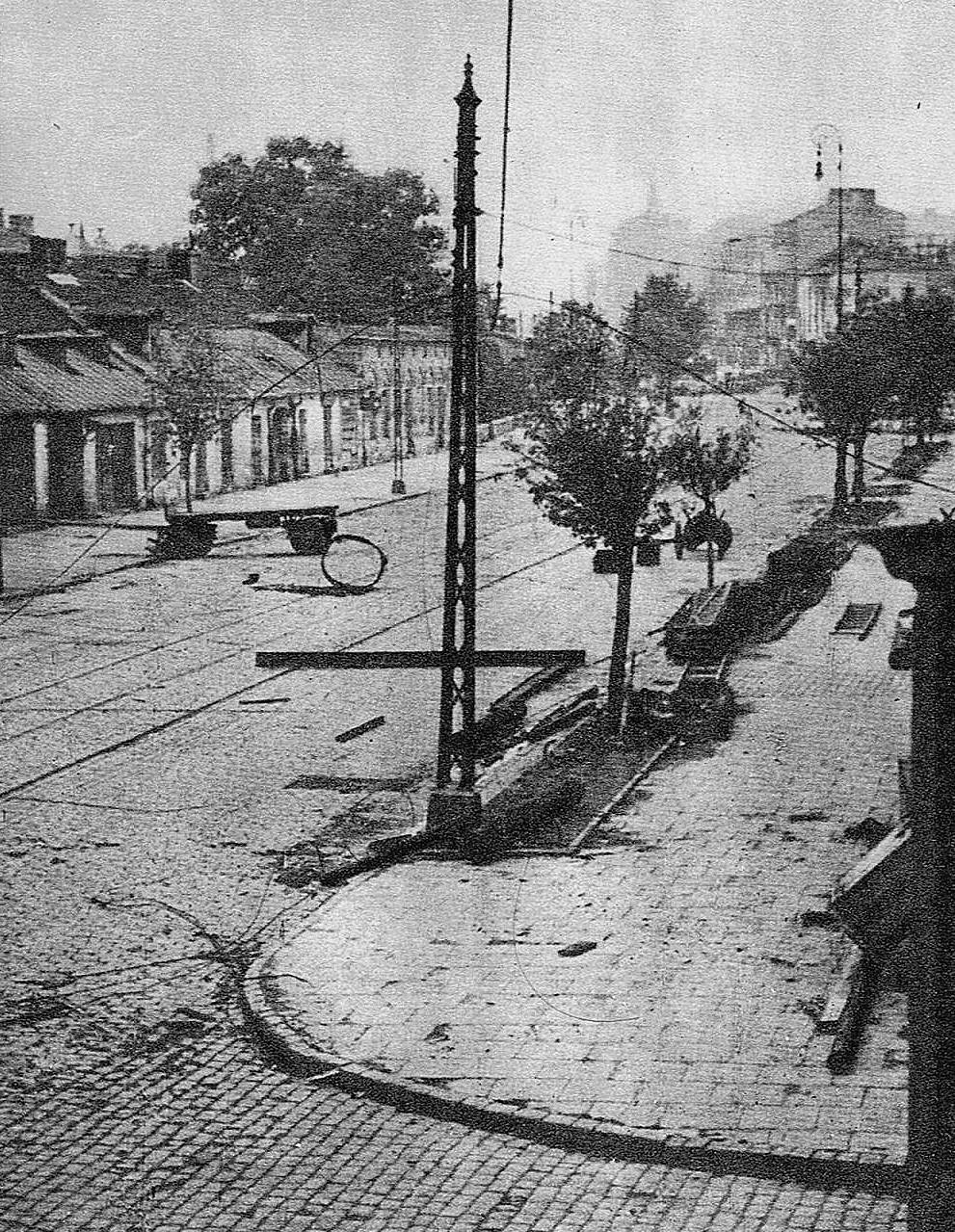
Ulica Wolska w pierwszych dniach sierpnia 1944

Według polskich historyków niemiecki szturm na Wolę rozpoczął się około godziny 7:00 rano. Hanns von Krannhals podaje natomiast, że jego rozpoczęcie wyznaczono na godzinę 8:00, którego to terminu nie udało się jednak dotrzymać (według Piotra Gursztyna główne natarcie ruszyło dopiero o 9:30). Niemcy atakowali na froncie o szerokości około kilometra, wzdłuż ulic Siedmiogrodzkiej, Kalinki, Wolskiej, Górczewskiej, Żytniej i Długosza. Wzdłuż ulicy Wolskiej oraz pobliskich ulic Siedmiogrodzkiej i Dworskiej (obecnie Kasprzaka), atakował I batalion SS-Hauptsturmführera Meyera z pułku Dirlewangera, wspierany przez dwie kompanie azerbejdżańskie z oddziału specjalnego „Bergmann” oraz jednostki zmotoryzowanej policji i żandarmerii z Kraju Warty. Na lewym skrzydle, tj. na północ od ul. Wolskiej nacierały batalion podchorążych z XXI Okręgu Wojskowego i kompania SS-Junkerschule Braunschweig. 
Nacierające siły miały liczyć od 2,3 tys. do ponad 3 tys. żołnierzy, policjantów i esesmanów. Szturm wspierały działa pancerne Jagdpanzer 38(t) Hetzer i Sturmgeschütz III, pociąg pancerny 75 (Eisenbahn-Panzerzüge 75) oraz samoloty bombowe He 111 i szturmowce Ju 87 (odpowiednio ze skrzydeł KG 55 i StG 77). W tym czasie główne siły Zgrupowania „Radosław”, najsilniejszego i najlepiej uzbrojonego zgrupowania powstańczego na Woli, pozostawały związane w rejonie cmentarzy wolskich oraz w ruinach getta. Z tego względu na głównej osi niemieckiego natarcia opór stawiały przede wszystkim jednostki Obwodu AK „Wola” i Armii Ludowej, słabo uzbrojone oraz mocno wykrwawione dotychczasowymi walkami.
Mimo wyraźnej przewagi Niemców postępy natarcia były początkowo dość skromne. Dopiero około godziny 10:30 policjanci Reinefartha zdołali sforsować powstańczą barykadę przy skrzyżowaniu ulic Górczewskiej i Działdowskiej. Przez wiele godzin żołnierze 1 Kompanii Batalionu „Parasol” pod dowództwem sierż. pchor. Janusza Brochwicz-Lewińskiego ps. „Gryf” bronili tzw. Pałacyku Michlera przy ul. Wolskiej 40 przed kolejnymi atakami jednej z kompanii I/SS-Sdr.Rgt. „Dirlewanger”. Atakujące na prawym skrzydle pozostałe kompanie pułku Dirlewangera zdołały jednak około południa opanować zajezdnię tramwajową przy ul. Młynarskiej, a następnie pobliski Szpital Zakaźny św. Stanisława. Około godziny 14:00–15:00 zagrożeni oskrzydleniem powstańcy musieli opuścić Pałacyk Michlera oraz kluczową barykadę na skrzyżowaniu ulic Wolskiej i Młynarskiej. Późnym popołudniem Niemcy odparli przeciwuderzenie oddziałów Zgrupowania „Radosław”, po czym opanowawszy Szpital św. Łazarza, dotarli pod wieczór w rejon pl. Kercelego.
Mimo pewnych sukcesów niemieckiego natarcia arteria wolska pozostawała nadal zablokowana przez powstańców. Tego wieczoru sztab Grupy Armii „Środek” był zmuszony zameldować, że „mimo użycia czołgów i samolotów nurkujących powstańcy bronią się nadzwyczaj uporczywie” oraz „nie daje się stwierdzić spadku siły oporu”. Straty po stronie niemieckiej były poważne, w szczególności w szeregach niedoświadczonego w walkach miejskich pułku Dirlewangera.

### Eksterminacja cywilnej ludności dzielnicy

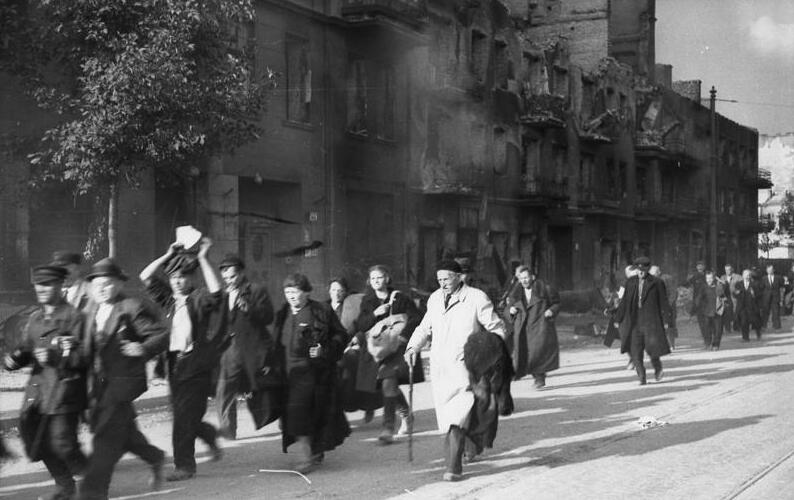
Cywilna ludność dzielnicy pędzona ul. Wolską

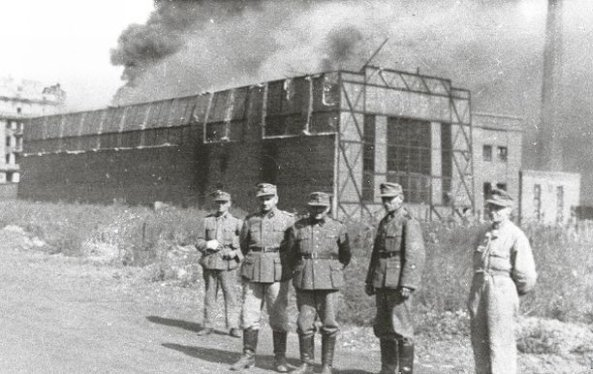
Fabryka „Ursus” – miejsce kaźni blisko 6 tys. mieszkańców Woli

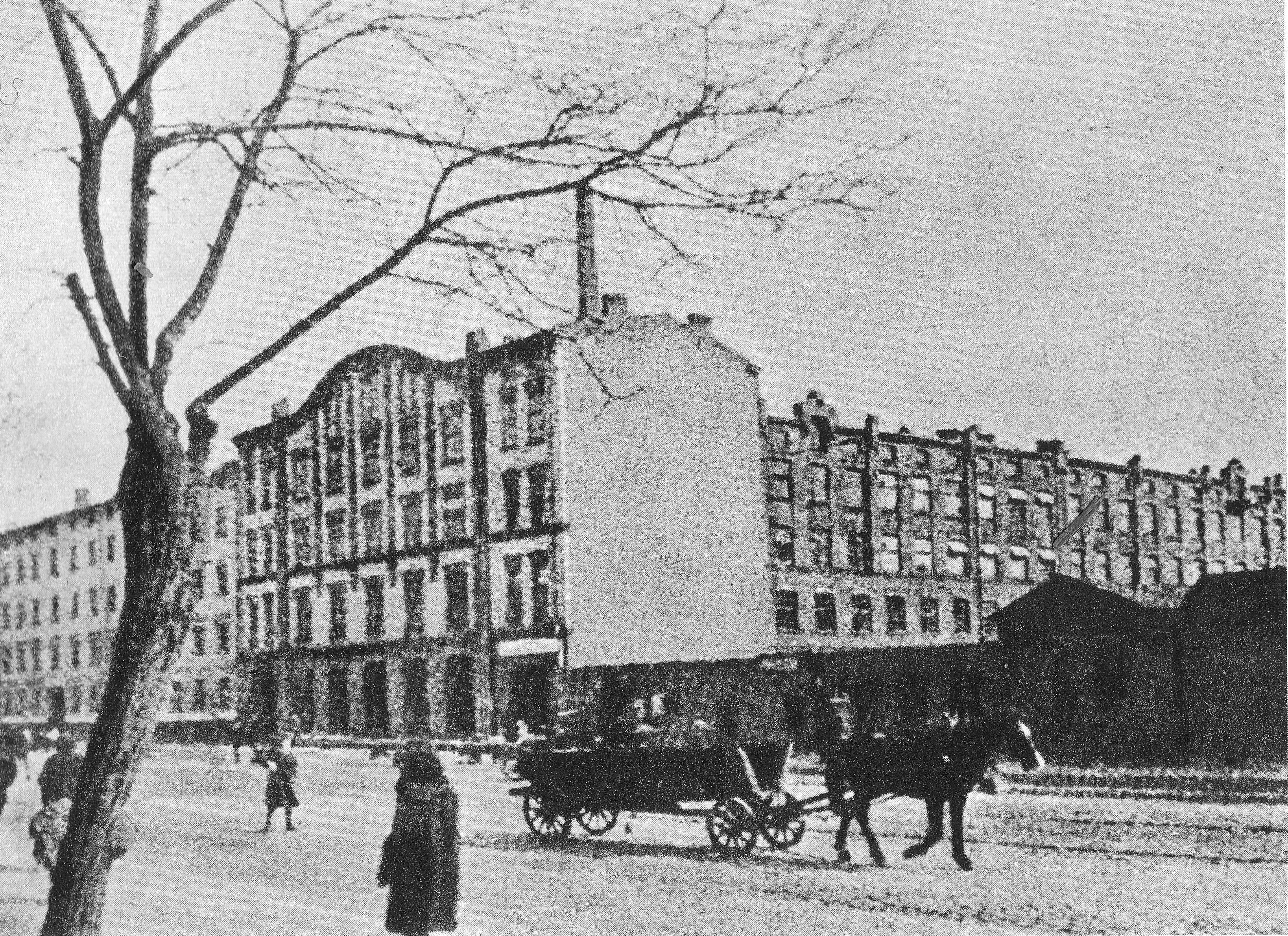
Fabryka Obić i Papierów Kolorowych Józefa Franaszka przy ul. Wolskiej 41/45

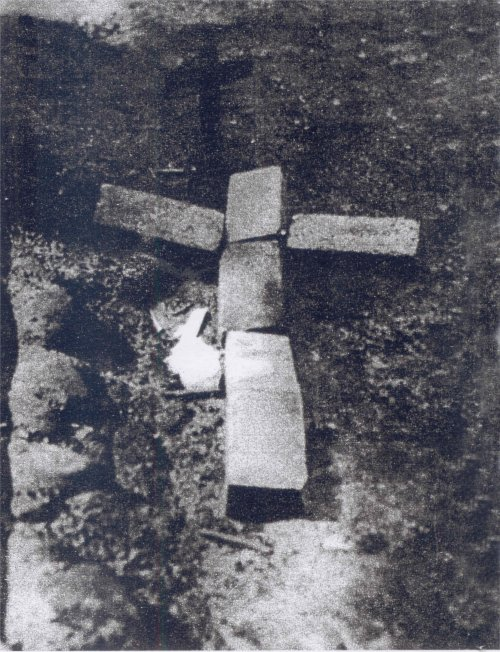
Fabryka Franaszka. Dół z prochami zamordowanych mieszkańców Woli

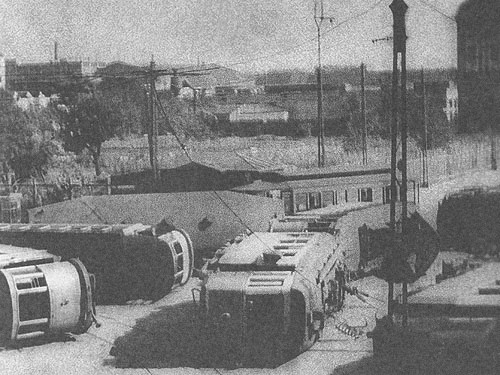
Zajezdnia tramwajowa przy ul. Młynarskiej. Na pierwszym planie powstańcza barykada zbudowana z wozów tramwajowych

Tymczasem już od godzin porannych na Woli trwała rzeź polskiej ludności cywilnej. Wypełniając literalnie rozkazy Hitlera i Himmlera esesmani i policjanci mordowali bez względu na wiek i płeć każdego schwytanego Polaka. Masowo rozstrzeliwano mieszkańców zdobytych kwartałów. Największe rozmiary akcja eksterminacyjna przybrała jednak w tych rejonach Woli, które od pierwszych godzin powstania znajdowały się pod kontrolą Niemców. Zbiorowym egzekucjom towarzyszyły gwałty na kobietach i dziewczynkach oraz masowa grabież. Cywilów, których nie zamordowano od razu, pędzono w charakterze „żywych tarcz” na powstańcze barykady. Dzień ten przeszedł do historii Woli jako „czarna sobota”.
Początkowo ludność Woli mordowano w sposób chaotyczny i bezładny – w mieszkaniach, w piwnicach, na podwórzach kamienic, na ulicach. Szereg domów podpalono, a uciekającą w panice ludność wybito ogniem broni maszynowej. W ten sposób miały zginąć m.in. tysiące mieszkańców tzw. domów Hankiewicza przy ul. Wolskiej 105/109 (ok. 2 tys. ofiar) oraz domów Wawelberga przy ul. Górczewskiej 15 (od 2 tys. do 3 tys. ofiar). Nierzadko miały miejsce wypadki, gdy ukrywających się w piwnicach cywilów mordowano przy użyciu granatów. Dochodziło także do aktów wyjątkowego bestialstwa – zakłuwania bezbronnych bagnetami, zakopywania rannych żywcem, roztrzaskiwania głów niemowlętom, czy wrzucania małych dzieci wraz z matkami do płonących budynków. Co najmniej dwadzieścioro dzieci zamordowano tego dnia w prawosławnym sierocińcu przy ul. Wolskiej 149 (niektóre źródła wspominają o stu ofiarach). Istnieją przy tym relacje mówiące, iż celem zaoszczędzenia amunicji esesmani z pułku Dirlewangera roztrzaskiwali sierotom głowy kolbami karabinowymi  (co częściowo kwestionuje jednak Piotr Gursztyn).
W drugiej połowie dnia rzeź przybrała bardziej zorganizowany charakter. Ludność dzielnicy spędzano odtąd do kilku wyselekcjonowanych miejsc egzekucji przy ulicach Wolskiej i Górczewskiej. Funkcję tę pełniły najczęściej duże zabudowania i place fabryczne, parki, cmentarze, tereny przykościelne lub obszerne dziedzińce większych kamienic. Mieszkańców Woli – mężczyzn, kobiety i dzieci – doprowadzano tam mniejszymi lub większymi grupami, a następnie systematycznie mordowano, zazwyczaj strzałem w tył głowy lub przy użyciu broni maszynowej. Nierzadko prowadzeni na stracenie ludzie byli zmuszani do wspinania się na stos ciał osób zamordowanych przed nimi. Świadkowie wspominali, że w takich miejscach zwały trupów sięgały niekiedy ok. 25-35 metrów długości, 15-20 metrów szerokości i 2 metrów wysokości. 
Rzeź przybrała takie rozmiary, że wśród obserwujących ją niemieckich żołnierzy zanotowano przypadki załamania nerwowego. Porucznik artylerii Hans Thieme (po wojnie rektor uniwersytetu we Fryburgu) zapamiętał jednak także inne reakcje. Zeznał po wojnie, że niektórzy żołnierze wręcz szukali okazji, by wziąć udział w egzekucjach, a także robili w ich trakcie pamiątkowe zdjęcia.
W „czarną sobotę” 5 sierpnia największe egzekucje mieszkańców Woli miały miejsce m.in. w następujących miejscach:
- rejon ul. Górczewskiej i Moczydła – hale warsztatów kolejowych przy ul. Moczydło zostały przekształcone przez Niemców w punkt zborny dla mordowanej ludności dzielnicy. Spędzono tam tysiące Polaków, którzy w ścisku i w dotkliwym upale, bez wody i żywności, musieli przez wiele godzin czekać na decyzję o swoim losie. Po południu Niemcy zaczęli wyciągać z tłumu mężczyzn i chłopców, a następnie kobiety – rzekomo do pracy przy rozbieraniu barykad i uprzątaniu ulic. W rzeczywistości przetrzymywanych w halach Polaków doprowadzano małymi grupkami na pobliskie miejsca kaźni i tam rozstrzeliwano ogniem broni maszynowej. Miejscem masowych egzekucji stały się m.in. bezpośrednie okolice warsztatów, podwórze domu przy ul. Górczewskiej 51, fabryka kotłów „Simplex” przy ul. Górczewskiej 53, a przede wszystkim – podwórko kamienicy położonej przy zbiegu ul. Górczewskiej z nieistniejącą obecnie ul. Zagłoby (nieopodal torów kolejowych)[102][103][104]. Prawdopodobnie w rejonie ul. Górczewskiej i Moczydła zamordowano od 4,5 tys.[103] do 10 tys.[105] mieszkańców Woli. Według niektórych źródeł liczba ofiar mogła sięgnąć nawet 12 tys.[106] W gronie ofiar znaleźli się m.in. pacjenci i personel Szpitala Wolskiego.
- fabryka „Ursus” (ul. Wolska 55) – w zabudowaniach fabryki Niemcy i ich rosyjskojęzyczni kolaboranci rozstrzeliwali masowo ludność Woli, m.in. mieszkańców ulic: Działdowskiej, Płockiej, Skierniewickiej, Sokołowskiej, Staszica, Wawelberga i Wolskiej[107][108]. Historycy szacują, iż 5 sierpnia strzałami w tył głowy zamordowano w tym miejscu od 6 tys.[107] do 7,5 tys.[109] Polaków. W gronie ofiar znalazło się m.in. troje małych dzieci Wandy Lurie – kobiety nazwanej później „polską Niobe”[110].
- Fabryka Obić i Papierów Kolorowych Józefa Franaszka (ul. Wolska 41/45) – Niemcy wkroczyli na teren fabryki około południa. W tym czasie w zabudowaniach oraz w dużym schronie przeciwlotniczym znajdującym się na terenie fabrycznym ukrywali się liczni pracownicy zakładu oraz mieszkańcy pobliskich domów. Wkroczywszy na teren fabryki, Niemcy wymordowali większość cywilów, ocalałych pognali natomiast w kierunku powstańczych barykad. W czasie pierwszych egzekucji zginął m.in. właściciel fabryki, Kazimierz Franaszek. Później na terenie zakładu Niemcy rozstrzeliwali mieszkańców Woli doprowadzonych z pobliskich ulic[111][112][113]. Łączna liczba zamordowanych w tym miejscu Polaków szacowana jest w przedziale od 4 tys.[114] do 6 tys.[109] O skali dokonywanych w tym miejscu zbrodni może świadczyć fakt, iż po wyzwoleniu Warszawy z terenu fabryki oraz z terenu pobliskiego Szpitala Zakaźnego św. Stanisława ekshumowano 600 kilogramów prochów ludzkich[115].
- zajezdnia tramwajowa (ul. Młynarska 2) – na terenie zajezdni oraz w przyległym ogrodzie masowo rozstrzeliwano mieszkańców pobliskich ulic, przede wszystkim z domów przy ul. Kraszewskiego. Doprowadzono tam również co najmniej 200 Polaków wyciągniętych ze schronu w fabryce Franaszka, których wymordowano następnie przy użyciu granatów i broni maszynowej. Historycy szacują, iż w „czarną sobotę” zamordowano na terenie zajezdni około 1000 mężczyzn, kobiet i dzieci[116][117].
- Park Sowińskiego – na terenie parku, w szczególności przy parkanie od strony ul. Wolskiej, zostało rozstrzelanych ok. 1500 osób. W gronie ofiar znaleźli się przede wszystkim mieszkańcy domów przy ul. Wolskiej nr 128, 129, 132; ul. Elekcyjnej nr 1/3, 4, 6, 8; a także mieszkańcy ul. Ordona[118][119][120]. W kolejnych dniach w parku spalono tysiące ciał sprowadzonych z różnych ulic Woli[121]. O skali dokonywanych w tym miejscu zbrodni może świadczyć fakt, iż po wyzwoleniu Warszawy na terenie parku ekshumowano 1120 kilogramów prochów ludzkich[115].
- Wolska 120 – Niemcy ogniem karabinu maszynowego mieli w tym miejscu rozstrzelać nawet do 1000 mieszkańców Woli[122].
- kuźnia przy ul. Wolskiej 122/124 – na placu przed kuźnią miały miejsce liczne egzekucje, w trakcie których mężczyzn, kobiety i dzieci mordowano przy użyciu granatów oraz broni maszynowej. W gronie ofiar znaleźli się m.in. mieszkańcy domów przy ul. Wolskiej nr 114, 115, 117, 119, 120, 121, 123, 124, 126 i 128 oraz mieszkańcy ul. Grabowskiego. Liczba zamordowanych w tym miejscu mieszkańców Woli szacowana jest na co najmniej 700[122][123].
- Pałacyk Biernackich (ul. Wolska 29) – klasztor karmelitanek został zdobyty przez Niemców w godzinach wieczornych. Życie zakonnic oraz ukrywających się w klasztorze kobiet i dzieci prawdopodobnie ocaliły wówczas znajomość języka niemieckiego przez jedną z sióstr oraz interwencja niemieckiego oficera. Nie bez znaczenia był także fakt, iż siostry nie pozwoliły wcześniej powstańcom wkroczyć na teren klasztoru. Niemniej Niemcy zamordowali wszystkich ukrywających się w pałacyku polskich mężczyzn[124][125]. Ponadto 5 sierpnia oraz w następnych dniach na terenie klasztornego ogrodu zostało rozstrzelanych nawet do 600 mężczyzn, kobiet i dzieci[126].
- Fabryka Makaronu i Sztucznej Kawy „Bramenco” (ul. Wolska 60) – w „czarną sobotę”, między godziną 12:00 a 18:00, na terenie fabryki miały miejsce liczne zbiorowe egzekucje, w których Niemcy zamordowali ok. 500 Polaków. W gronie ofiar znalazły się zarówno osoby ukrywające się w podziemiach fabryki, jak też mieszkańcy Woli przyprowadzeni z sąsiednich domów[127][128]. O skali dokonywanych w tym miejscu zbrodni może świadczyć fakt, iż po wyzwoleniu Warszawy z terenu fabryki ekshumowano 1029 kilogramów prochów ludzkich[115].
- ul. Staszica 15 – na podwórzu domu przy ul. Staszica 15 Niemcy mieli rozstrzelać ogniem karabinu maszynowego ok. 500 polskich mężczyzn, w tym pewną liczbę chłopców w wieku ok. 10-12 lat[129][130].
- cmentarz prawosławny (ul. Wolska 138) oraz dom parafialny prawosławnej parafii św. Jana Klimaka (ul. Wolska 147) – w czasie rzezi Woli zostało zamordowanych w tym rejonie prawdopodobnie około kilkaset osób[131][132]. 5 sierpnia na dziedzińcu cerkwi św. Jana Klimaka rozstrzelani zostali m.in. proboszcz prawosławnej parafii, archimandryta Teofan, oraz inni duchowni, chórzyści i mieszkańcy parafialnego domu przy ul. Wolskiej[96]. Przy pobliskim wale fortecznym zamordowano z kolei blisko 60 polskich cywilów wyciągniętych z podziemi cerkwi[133]. Wśród setek ofiar rozstrzelanych w rejonie cmentarza prawosławnego znalazło się ponadto szesnastu „granatowych policjantów” z XXII komisariatu (byli oni współpracownikami Podziemia)[134]. W kolejnych tygodniach cmentarz nadal służył Niemcom jako miejsce egzekucji i palenia zwłok[135].
- kościół św. Wawrzyńca (ul. Wolska 140A) – egzekucje odbywały się w przykościelnym ogrodzie oraz na terenie świątyni. Między 5 a 8 sierpnia zamordowano w tym rejonie kilkaset mężczyzn, kobiet i dzieci[136]. W gronie ofiar znaleźli się m.in.: proboszcz tamtejszej parafii, ks. Mieczysław Krygier (zabity przy ołtarzu w czasie odprawiania mszy), zakrystian Antoni Wójcicki, żona Kazimierza Franaszka, Janina, wraz ze swoim półtorarocznym synem, ranni z punktu sanitarnego znajdującego się w podziemiach kościoła, około 15 piekarzy przyprowadzonych z ul. Redutowej[137][138]. Niemieccy żołnierze oszczędzili jedynie kilkunastoosobową grupę cywilów ukrywających się w podziemiach kościoła, w której znajdował się 63-letni biskup Karol Niemira (został jednak dotkliwie pobity)[139][140]. Budynek kościoła zaczął wkrótce służyć jako punkt zborny dla wypędzanej ludności dzielnicy[141].

Niemieckie dowództwo doskonale zdawało sobie sprawę z rozmiarów masakry, która odbywała się na Woli. Podczas telefonicznej rozmowy przeprowadzonej 5 sierpnia Reinefarth informował generała von Vormanna, że ma „więcej zatrzymanych niż amunicji” [aby ich rozstrzelać]. Na pytanie o straty odpowiedział natomiast: „straty własne 6 zabitych, 24 ciężko, 12 lekko rannych. Straty przeciwnika – z rozstrzelanymi – ponad 10 000”. W rzeczywistości liczba ofiar „czarnej soboty” była zapewne większa. Władysław Bartoszewski oceniał, że 5 sierpnia 1944 zamordowano na Woli ponad 20 tys. Polaków. Zdaniem Antoniego Przygońskiego liczba ofiar dokonanej tego dnia masakry sięgnęła 45 500. Z ustaleń innych badaczy wynika z kolei, że nie mogła przekroczyć 15 tys.

### Zagłada szpitali wolskich

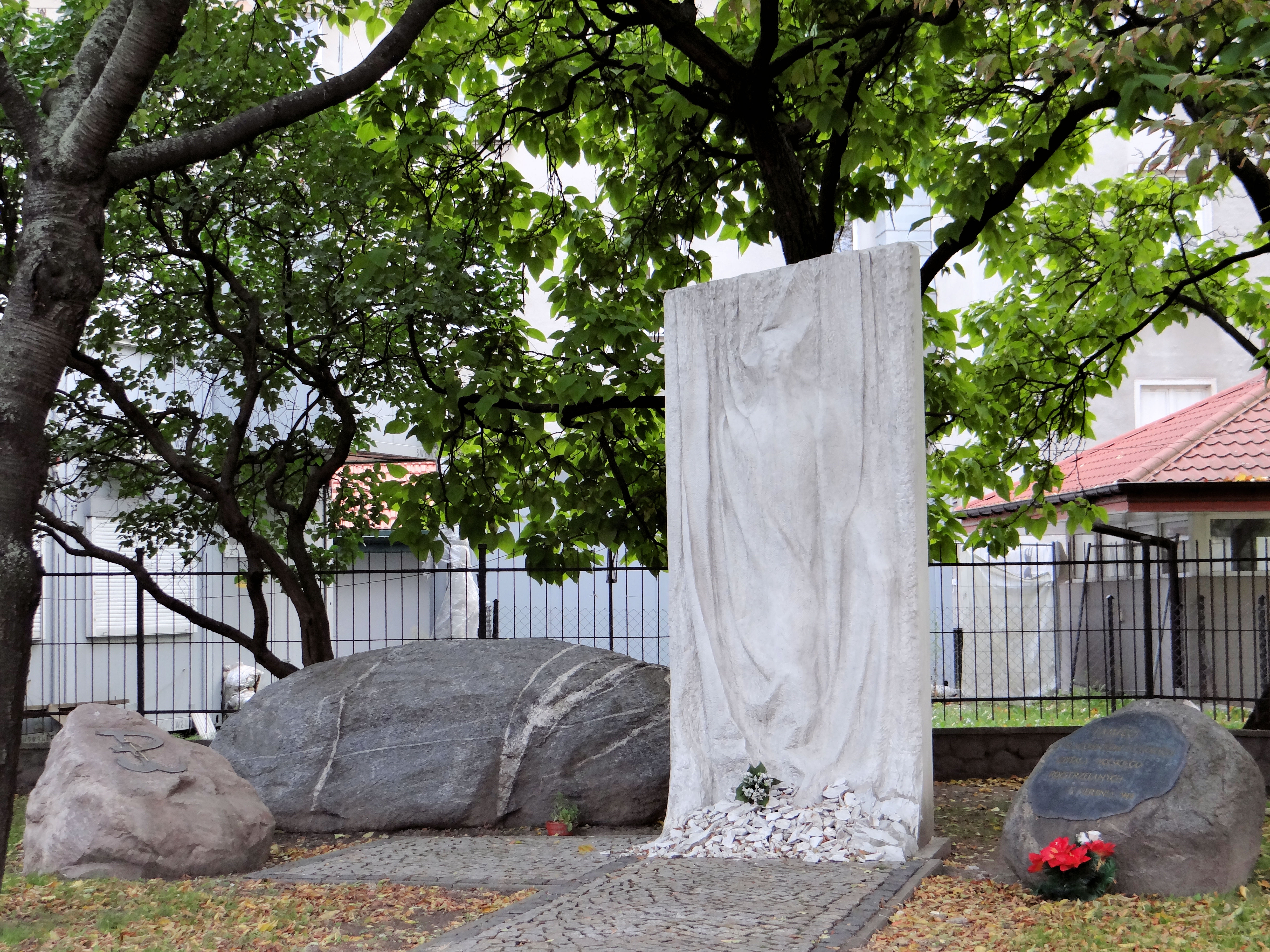
Obelisk upamiętniający ofiary likwidacji Szpitala Wolskiego

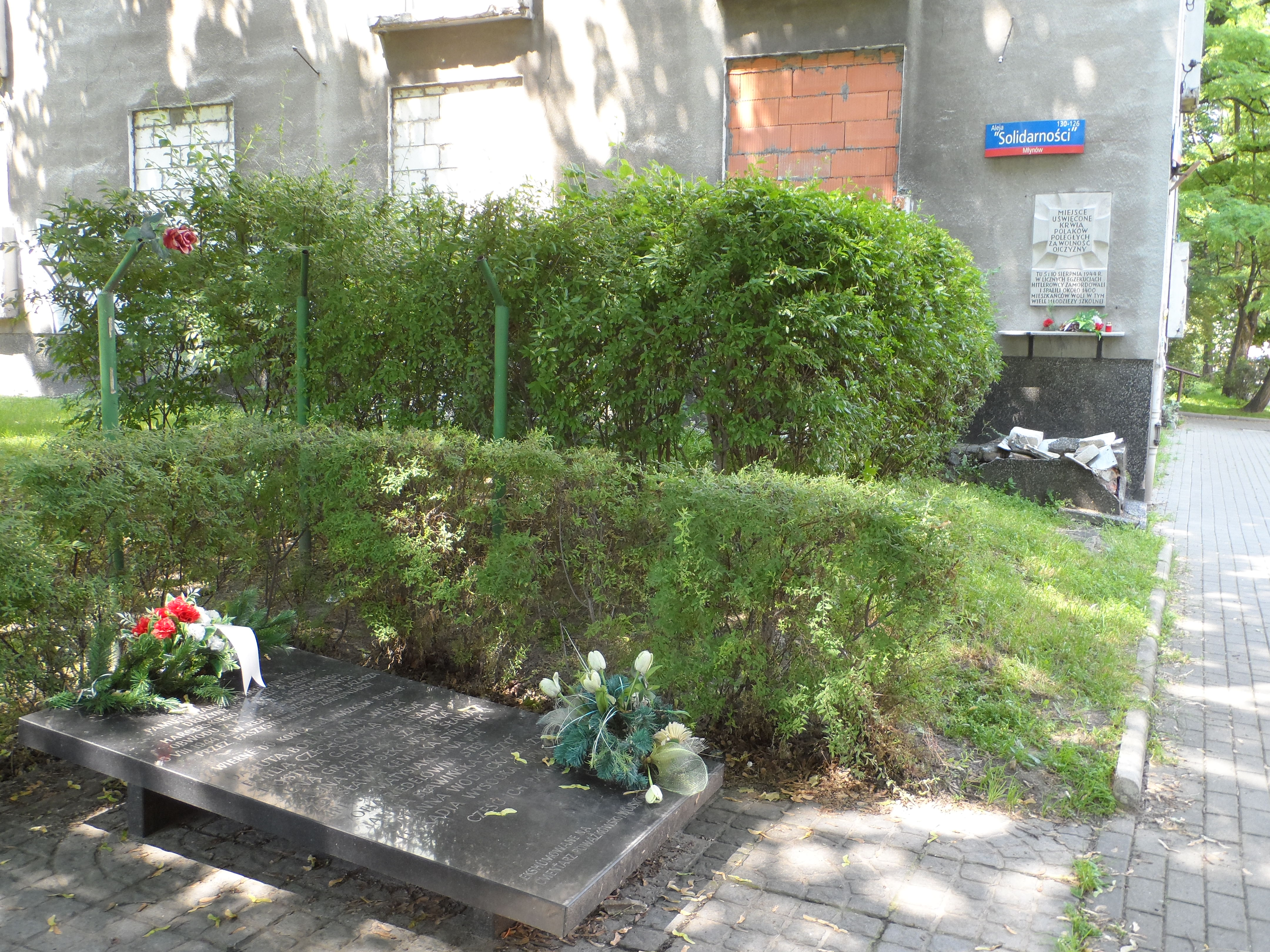
Tablice upamiętniające ofiary masakry w Szpitalu św. Łazarza

5 sierpnia ofiarą rzezi padli także pacjenci i personel wolskich szpitali. We wczesnych godzinach popołudniowych żołnierze niemieccy wkroczyli na teren Szpitala Wolskiego przy ul. Płockiej 26. Dyrektora placówki, dr. Józefa Piaseckiego, a wraz z nim pediatrę prof. Janusza Zeylanda i szpitalnego kapelana ks. Kazimierza Ciecierskiego, zaprowadzono do dyrektorskiego gabinetu, gdzie zostali zamordowani strzałami w głowę. Niemcy zastrzelili także kilku rannych leżących w szpitalnej piwnicy. Kilkuset pacjentów oraz większość członków personelu szpitalnego wyprowadzono na ulicę, ustawiono w kolumnę i pod eskortą skierowano do hal warsztatów kolejowych przy ul. Moczydło. Niemal wszystkich mężczyzn przyprowadzonych ze Szpitala Wolskiego rozstrzelano jeszcze tego samego dnia przy pobliskim wiadukcie kolejowym. Likwidacja Szpitala Wolskiego przyniosła łącznie ponad 360 ofiar. W gronie zamordowanych znalazło się 60 pracowników szpitala, w tym sześciu lekarzy, oraz 300 pacjentów.
Tymczasem w Szpitalu Wolskim przebywało wciąż kilku członków personelu z dr. Zbigniewem Woźniewskim na czele. Pozostała tam także pewna liczba pacjentów, którzy nie byli w stanie poruszać się o własnych siłach lub nie zostali znalezieni przez Niemców. Z niewyjaśnionych do końca przyczyn – prawdopodobnie dzięki interwencji męża jednej z pacjentek, dysponującego koneksjami w warszawskim Gestapo – Niemcy nie podpalili szpitala oraz oszczędzili pozostającą w nim grupę Polaków. Szpital Wolski wznowił wkrótce działalność jako punkt sanitarny dla polskich cywilów wypędzanych z Warszawy.
Między godziną 16:00 a 19:00 w ręce Niemców wpadł kompleks budynków przy zbiegu ulic ul. Leszno i Karolkowej, w którym mieścił się Szpital św. Łazarza. Oprócz pacjentów i członków personelu przebywali tam także krewni chorych lub pracowników, których najście Niemców zastało na terenie placówki. Szukali tam również schronienia liczni mieszkańcy okolicznych domów, którzy mieli nadzieję, iż chroniony przez prawo wojenne budynek zapewni im bezpieczeństwo. Żołnierze podpalili jednak szpital, a większość przebywających w nim Polaków rozstrzelali lub wymordowali za pomocą granatów. Część ofiar poniosła śmierć w płomieniach. W czasie likwidacji szpitala miały także miejsce przypadki gwałtów na kobietach. Liczba ofiar masakry dokonanej przez Niemców w Szpitalu św. Łazarza jest szacowana na ok. 1200 osób. W gronie zamordowanych znalazło się m.in. jedenaście sanitariuszek z patrolu sanitarnego Obwodu AK „Wola” (w tym dziesięć nastoletnich harcerek z drużyny im. Emilii Plater), a także co najmniej siedem sióstr benedyktynek pełniących posługę w szpitalu. W Szpitalu św. Łazarza zginęło również około 40 rannych żołnierzy AK.
Jedynym szpitalem, który uniknął masakry w „czarną sobotę” 5 sierpnia był Szpital Zakaźny św. Stanisława przy ul. Wolskiej 37. Zakład ten został zdobyty przez Niemców we wczesnych godzinach popołudniowych. Zaraz po wkroczeniu na teren szpitala dirlewangerowcy zastrzelili portiera. Następnie wypędzili większość pacjentów i członków personelu na szpitalne podwórze, czemu towarzyszyły grabież oraz bicie i terroryzowanie chorych. W pewnym momencie kilku esesmanów otworzyło na oślep ogień do tłumu, zabijając nawet do kilkunastu osób oraz raniąc wiele innych. Stłoczonych na szpitalnym podwórzu Polaków ustawiono czwórkami, po czym zaczęto ich wyprowadzać na ul. Wolską, gdzie zaraz za bramą esesmani rozstrzelali co najmniej kilka osób. W tym krytycznym momencie dyrektor zakładu, dr Paweł Kubica, zainterweniował u dowodzącego oddziałem oficera SS. Doskonała niemczyzna oraz pewność siebie Kubicy zrobiły na esesmanie na tyle duże wrażenie, iż egzekucja została wstrzymana. Niedługo później delegacja, na czele której stała znająca doskonale język niemiecki dr Joanna Kryńska, zdołała uzyskać w sztabie Reinefartha zgodę na oszczędzenie szpitala. W budynku urządzono wkrótce niemiecki punkt opatrunkowy oraz kwaterę Dirlewangera. W następnych dniach na terenie szpitala kilkukrotnie miały jednak miejsce pojedyncze egzekucje.

### Przybycie Ericha von dem Bacha

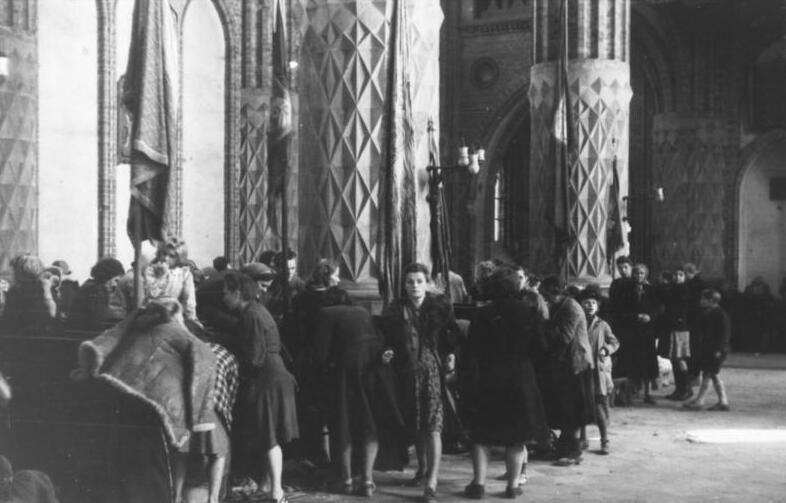
Ludność cywilna Woli zgromadzona w kościele św. Wojciecha

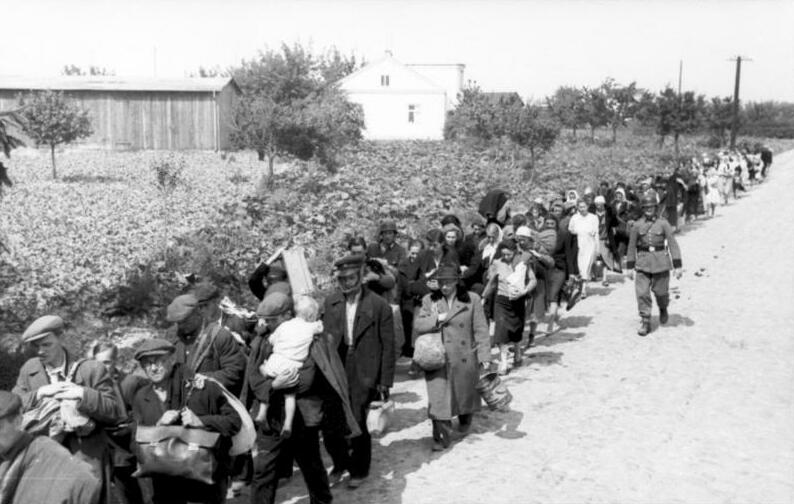
Wysiedleńcy pędzeni pieszo do obozu w Pruszkowie

5 sierpnia w godzinach popołudniowych na stanowisku dowodzenia Reinefartha pojawił się przybyły z Sopotu SS-Obergruppenführer Erich von dem Bach-Zelewski, który przejął dowodzenie nad siłami wyznaczonymi do stłumienia powstania. Podczas wieczornej odprawy zwrócił on uwagę swoich oficerów na panujące wśród niemieckiego wojska „wielkie zamieszanie i bezhołowie”. Jeszcze tego samego wieczoru von dem Bach doprowadził – zapewne za wiedzą i zgodą niemieckich przywódców – do złagodzenia eksterminacyjnego rozkazu Hitlera. Zakazał mianowicie mordowania kobiet i dzieci, utrzymując jednak w mocy rozkaz likwidacji wszystkich polskich mężczyzn oraz ujętych powstańców. Na mocy rozkazu von dem Bacha polskie kobiety i dzieci miały być odtąd kierowane do obozu przejściowego, który 6 sierpnia został założony na terenie nieczynnych Zakładów Naprawczych Taboru Kolejowego w podwarszawskim Pruszkowie (tzw. Durchgangslager 121). 
W swoim dzienniku von dem Bach zapisał tego dnia: „uratowałem życie tysiącom kobiet i dzieci, choć to byli Polacy”. W rzeczywistości jego działaniami kierowały jednak nie tyle pobudki humanitarne, ile pragmatyczna kalkulacja. Bach szybko zorientował się bowiem, że zbiorowe mordy wzmagają tylko wolę oporu Polaków, a zajęci mordowaniem, gwałtami i grabieżą żołnierze „sił odsieczy” nie są w stanie prowadzić działań ofensywnych przeciw powstańcom. Ponadto od samego początku zamierzał stłumić powstanie za pomocą kombinacji czynników natury politycznej i militarnej, gdyż obawiał się, że zastosowanie rozwiązań czysto siłowych uniemożliwi mu osiągnięcie tego, co uważał za swój podstawowy cel – tzn. szybkiej likwidacji niebezpiecznego punktu zapalnego na tyłach frontu wschodniego, którym stała się ogarnięta powstaniem Warszawa.
W związku z planami wysiedlenia ludności Warszawy neogotycki kościół św. Stanisława Biskupa (w tamtym czasie nazywany zwyczajowo kościołem św. Wojciecha) przy ul. Wolskiej 76 został zamieniony na punkt zborny, w którym polska ludność miała oczekiwać na transport do obozu przejściowego w Pruszkowie. Według danych niemieckich tylko między 6 a 10 sierpnia przez kościół przeszło około 90 tys. wysiedleńców. Panujące w kościele warunki były fatalne – panował ogromny tłok, brakowało wody, żywności oraz pomocy lekarskiej dla rannych i chorych. Wysiedleńcy byli zmuszeni załatwiać potrzeby naturalne wewnątrz kościoła. Uwięzionych w kościele Polaków traktowano przy tym z wielką brutalnością. Na porządku dziennym były bicie, szykanowanie oraz grabież. Młode kobiety i dziewczęta były uprowadzane z gmachu i gwałcone. W pierwszych tygodniach powstania w okolicach kościoła rozstrzelano co najmniej 400 mężczyzn wyciągniętych z tłumu uchodźców. Miały także miejsce sytuacje, gdy zatrzymanych mężczyzn wykorzystywano w charakterze „żywych tarcz” osłaniających natarcie niemieckich czołgów. W czasie rzezi Woli śmierć poniosło trzech księży pełniących posługę w kościele.

## Rzeź w dniu 6 sierpnia

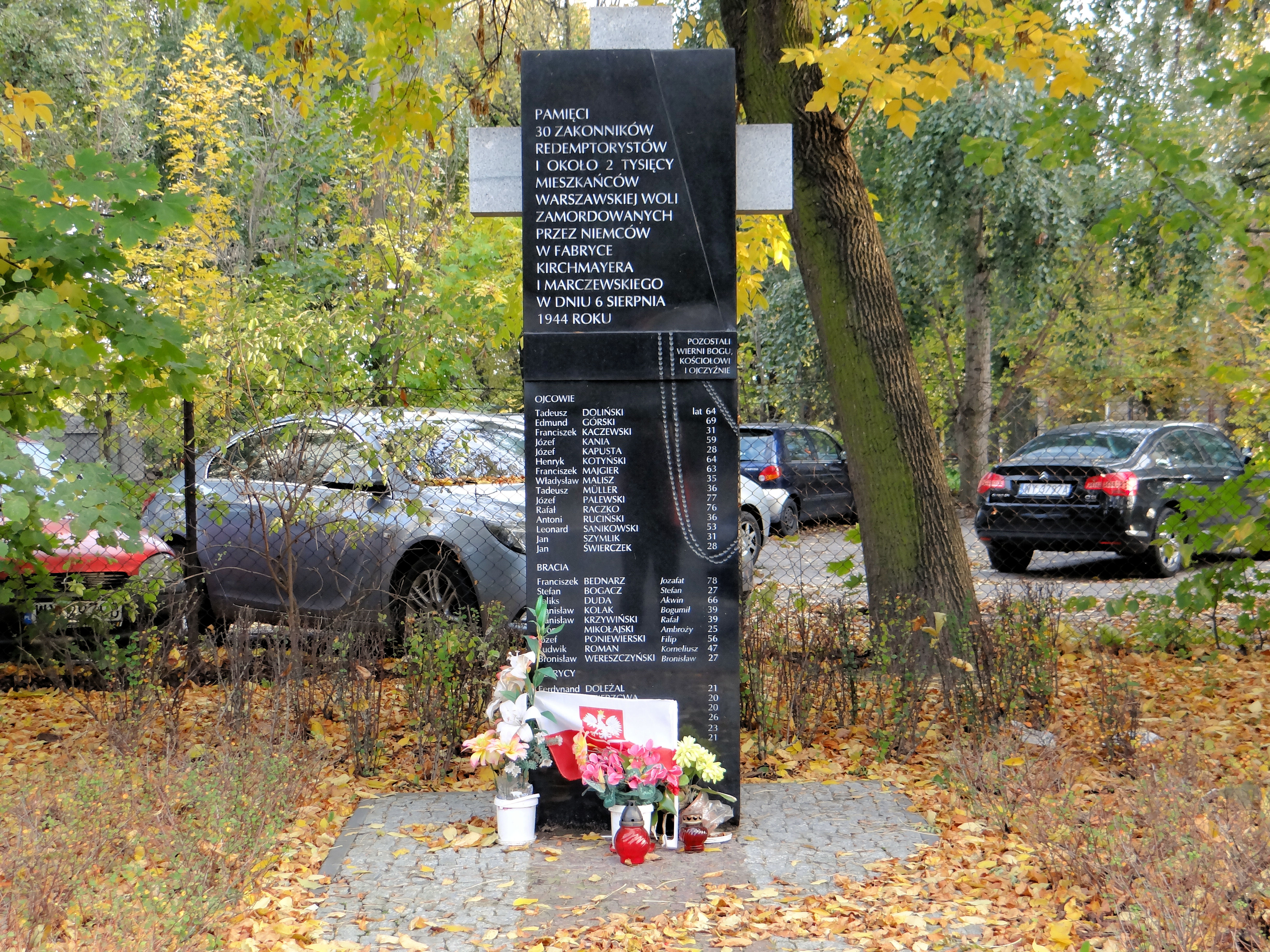
Pomnik upamiętniający ofiary egzekucji przeprowadzanych w składzie maszyn rolniczych fabryki Kirchmajera i Marczewskiego

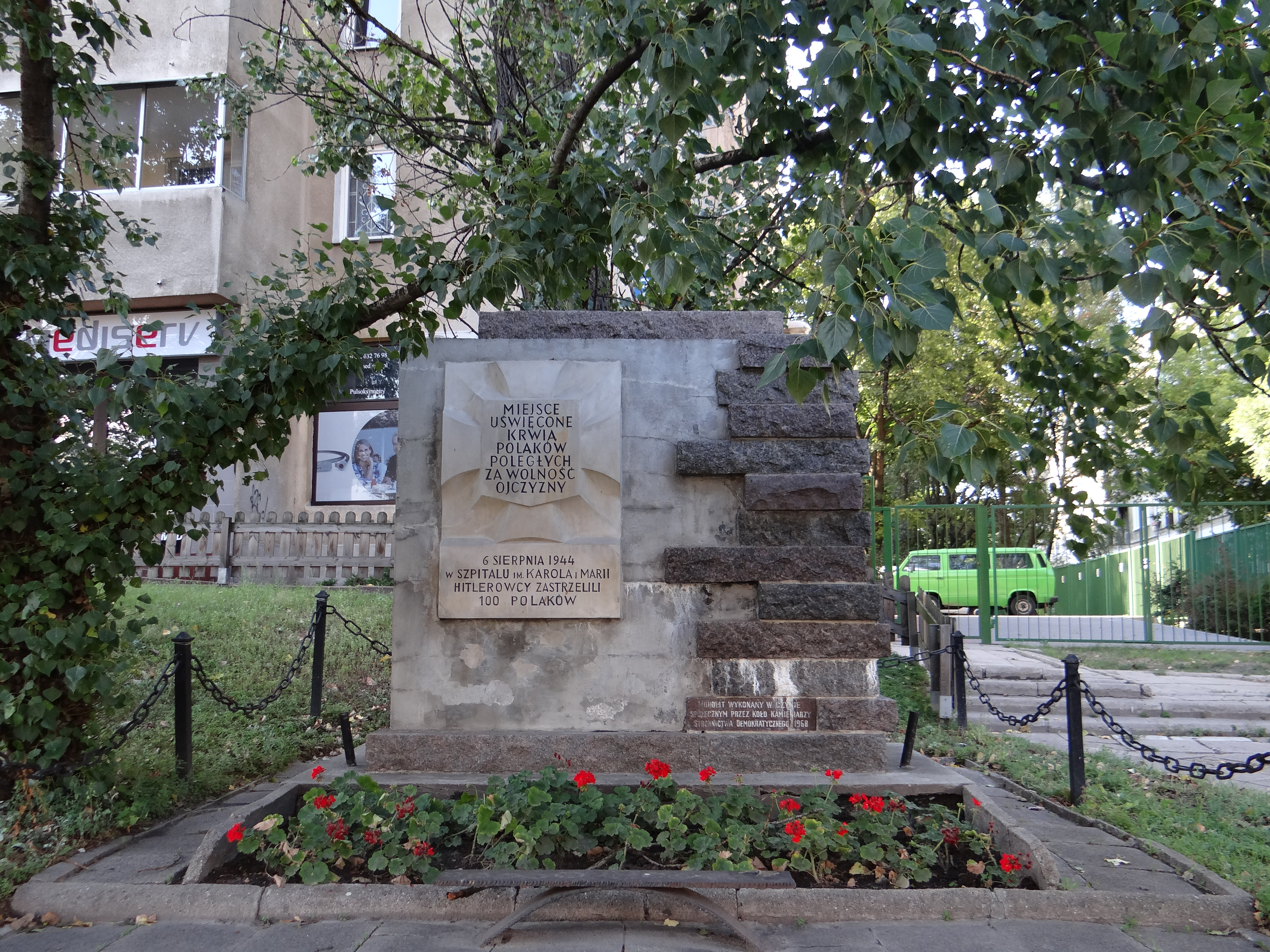
Tablica upamiętniająca ofiary masakry w Szpitalu Karola i Marii

W nocy z 5 na 6 sierpnia Niemcy otrzymali znaczne posiłki. Następnego dnia jednostki Reinefartha wraz z 608 Pułkiem Ochrony związały Zgrupowanie „Radosław” zaciętą walką w rejonie cmentarzy wolskich, podczas gdy pułk Dirlewangera kontynuował natarcie w kierunku „dzielnicy rządowej”, uderzając wzdłuż ulic Chłodnej, Ogrodowej i Krochmalnej. W wyniku walk stoczonych 6 sierpnia Niemcy zepchnęli polskich obrońców za linię ul. Żelaznej, a czołowy batalion pułku Dirlewangera przebił się do Ogrodu Saskiego. Mimo udanego przełamania polskiej obrony Niemcy nie mogli jeszcze mówić o skutecznym odblokowaniu arterii wolskiej. Powstańcy wciąż zajmowali bowiem pozycje obronne w rejonie cmentarzy wolskich i w gmachu sądów na Lesznie, podczas gdy odcinek ul. Chłodnej ciągnący się od ul. Żelaznej do placu Żelaznej Bramy pozostawał ziemią niczyją.
W myśl rozkazu von dem Bacha niemieccy żołnierze mieli oszczędzać kobiety i dzieci, nadal obowiązywał ich natomiast rozkaz rozstrzeliwania wziętych do niewoli powstańców oraz polskich mężczyzn-cywilów. Nie wszystkie oddziały liniowe zaczęły jednak przestrzegać od razu nowych wytycznych. Antoni Przygoński nie wykluczał, iż nowi podwładni Bacha przyjęli do wiadomości odwołanie pierwotnego rozkazu Hitlera dopiero w momencie, gdy otrzymali stosowne wytyczne na piśmie. W rezultacie rzeź Woli była kontynuowana. Przygoński oceniał, że 6 sierpnia zamordowano na Woli około 10 tys. Polaków. Ofiarą masakry padli m.in. mieszkańcy zdobytych tego dnia domów przy ulicach Chłodnej, Leszno, Towarowej i Żelaznej. Kontynuowano także masowe rozstrzeliwanie cywilów w opanowanych uprzednio kwartałach Woli. Zbiorowym egzekucjom nadal towarzyszyły gwałty, grabieże i palenie domów. Oszczędzone kobiety i dzieci gnano płonącymi ulicami do kościoła św. Wojciecha.
6 sierpnia głównym miejscem kaźni stał się skład maszyn rolniczych fabryki Kirchmajera i Marczewskiego (ul. Wolska 79/81). Prawdopodobnie rozstrzelano tam tego dnia blisko 2 tys. mieszkańców Woli. W gronie ofiar znaleźli się m.in. mieszkańcy domów przy ulicach Krochmalnej, Płockiej i Towarowej oraz około 50 Żydów greckich, węgierskich i rumuńskich z obozu KL Warschau przy ul. Gęsiej, uwolnionych dzień wcześniej przez żołnierzy AK. W nocy 5/6 sierpnia na terenie składu zamordowano także ponad 20 zakonników przyprowadzonych z klasztoru oo. redemptorystów przy ul. Karolkowej 49 (łącznie w czasie rzezi Woli zginęło 30 redemptorystów z klasztoru przy ul. Karolkowej – w tym 15 ojców, 9 braci koadiutorów, 5 kleryków i 1 kleryk nowicjusz).
Tego dnia masowe egzekucje mieszkańców Woli były przeprowadzane przez Niemców również w fabryce Franaszka, w okolicach kościoła św. Wawrzyńca oraz w okolicach klasztoru redemptorystów przy ul. Karolkowej. W pobliżu Szpitala Wolskiego rozstrzelano natomiast kilkuset wziętych do niewoli powstańców oraz osoby uznane za powstańców – w tym wiele dzieci oraz młodocianych w wieku od 12 do 16 lat. Z kolei około godziny 15:00 lub 16:00 Niemcy oraz żołnierze jednego z batalionów azerbejdżańskich wtargnęli do Szpitala Karola i Marii przy ul. Leszno 136. Szpital został spalony, a od 100 do 200 ciężko rannych i chorych zostało zamordowanych. W gronie ofiar znalazło się co najmniej dwadzieścioro dzieci oraz pewna liczba rannych żołnierzy AK. Likwidacji szpitala towarzyszyły grabież oraz gwałty na kobietach. Personel, lżej rannych pacjentów oraz dzieci, którymi zaopiekowały się pielęgniarki, odprowadzono do Szpitala Wolskiego. Po drodze Niemcy rozstrzelali jednak naczelnego chirurga szpitala, dr. Włodzimierza Kmicikiewicza.

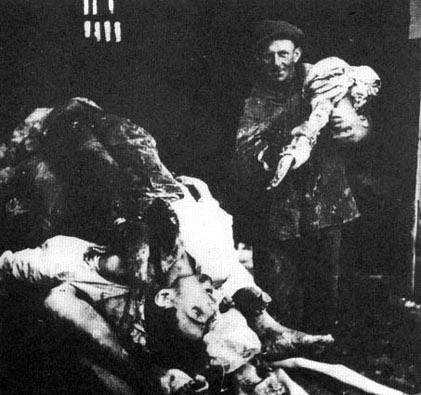
Palenie zwłok przez Verbrennungskommando

Dzielnica była zasłana dziesiątkami tysięcy trupów. Chcąc zapobiec wybuchowi epidemii oraz zatrzeć ślady zbrodni, Niemcy utworzyli 6 sierpnia tzw. Verbrennungskommando. Było ono złożone z ok. 100 młodych i silnych polskich mężczyzn, których wybrano z grona mordowanej ludności Woli, a następnie zmuszono do pracy przy uprzątaniu i paleniu zwłok. Verbrennungskommando kwaterowało w budynku przy ul. Sokołowskiej i pozostawało podzielone na dwie 50-osobowe grupy operujące w rejonie ul. Wolskiej i ul. Górczewskiej. Członkowie komanda jako bezpośredni świadkowie zbrodni byli przeznaczeni do likwidacji po zakończeniu pracy. Tylko nieliczni spośród nich zdołali (dzięki łapówce bądź życzliwości strażników) uciec i przeżyć wojnę.
6 sierpnia z kościoła św. Wojciecha skierowano pierwszy transport do obozu przejściowego w Pruszkowie. Znalazło się w nim około 5 tys. ocalałych z rzezi mieszkańców Woli, którzy pieszo musieli pokonać blisko piętnastokilometrową trasę. Transport dotarł do obozu 7 sierpnia w godzinach porannych.
6 sierpnia pognano również do Pruszkowa kilka tysięcy polskich cywilów przetrzymywanych dotąd w halach warsztatów kolejowych na Moczydle. Szlak przemarszu wiódł przez Jelonki. Po drodze Niemcy wyciągali z tłumu młodych mężczyzn, których rozstrzeliwali na miejscu. Zabijano również tych cywilów, którzy nie mieli siły iść dalej lub zatrzymywali się, by zaczerpnąć wody lub zerwać warzywa rosnące na pobliskich ogródkach działkowych. Wieczorem tego samego dnia skierowano również do Pruszkowa grupę Polaków przetrzymywanych dotąd w kościele św. Wawrzyńca. Niemcy polecili jednak pozostać w kościele grupie około 40 starców, rannych i chorych, po których ślad potem zaginął.

## Rzeź w dniu 7 sierpnia
7 sierpnia Niemcy zdobyli gmach sądów na Lesznie, a także opanowali rejon ulic Chłodnej i Elektoralnej oraz Hale Mirowskie i plac Żelaznej Bramy. Tym samym udało im się zabezpieczyć odcinek arterii wolskiej aż po pl. Bankowy oraz odciąć Stare Miasto od Śródmieścia. O zakończeniu walk powstańczych na Woli można było jednak mówić dopiero 11 sierpnia, kiedy to Zgrupowanie „Radosław” opuściło rejon ul. Okopowej i przez ruiny getta wycofało się na Starówkę.
7 sierpnia oddziały niemieckie dopuściły się szeregu mordów na mieszkańcach Woli oraz zachodnich kwartałów Śródmieścia Północnego. Na trasę niemieckiego natarcia spędzono setki mężczyzn, których zmuszono do usuwania barykad i gruzu oraz osłaniania swoimi ciałami natarcia niemieckich czołgów. Jeszcze tego samego dnia większość zakładników została rozstrzelana. Jednym z głównych miejsc kaźni stały się Hale Mirowskie, gdzie między 7 a 8 sierpnia rozstrzelano ok. 700 osób. Niemcy kontynuowali także egzekucje na opanowanych w poprzednich dniach terenach Woli – m.in. w okolicach kościoła św. Wawrzyńca. Antoni Przygoński oceniał, że 7 sierpnia zamordowano na Woli ok. 3800 Polaków. 
Trwało jednocześnie wysiedlanie ludności stolicy. Płonącymi ulicami, wśród stosów trupów, tysiące mieszkańców Woli, Powiśla i Śródmieścia Północnego pognano do kościoła św. Wojciecha, a stamtąd na Dworzec Zachodni lub do Włoch, skąd wysiedleńcy byli następnie wywożeni do obozu w Pruszkowie. Towarzyszyły temu masowa grabież oraz gwałty na kobietach i dziewczynkach. Niemieccy żołnierze wyciągali mężczyzn i chłopców z tłumu uchodźców, po czym na miejscu ich rozstrzeliwali. Prawdopodobnie 7 sierpnia zginął w ten sposób ks. płk Tadeusz Jachimowski ps. „Budwicz”, naczelny kapelan Armii Krajowej. Nagminnie mordowano także osoby ranne, chore i niedołężne, które opóźniały marsz lub nie miały siły iść dalej. Świadkowie zeznawali, iż tego dnia niemieccy żołnierze stworzyli ludzki łańcuch złożony z kilkudziesięciu mężczyzn, kobiet i dzieci, zza którego ostrzeliwali pozycje powstańców w rejonie pl. Kercelego.

## Zbrodnie popełnione na Woli w kolejnych dniach powstania

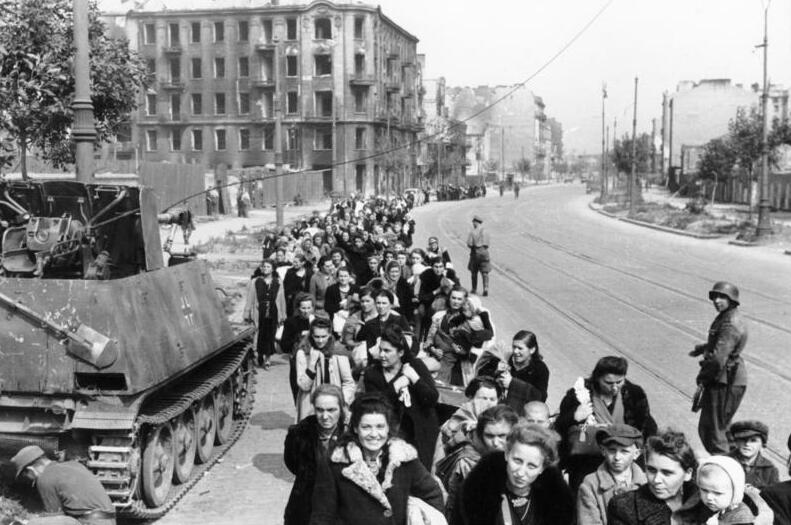
Polska ludność cywilna prowadzona ul. Wolską do kościoła św. Wojciecha

Począwszy od 8 sierpnia tempo akcji eksterminacyjnej wyraźnie zmalało. 12 sierpnia Bach jeszcze bardziej złagodził rozkaz Hitlera poprzez wydanie zakazu mordowania polskich mężczyzn-cywilów. Obok przesłanek natury militarnej wzięto wówczas pod uwagę również aspekt ekonomiczny. Na tym etapie wojny III Rzesza nie mogła sobie bowiem pozwolić na zmarnowanie tak wielkiego rezerwuaru potencjalnej siły roboczej. SS-Oberführer Geibel zeznał w czasie powojennego przesłuchania, że w pierwszych dniach sierpnia 1944 Bach cytował mu słowa Hitlera, iż: „500 000 sił roboczych w Rzeszy równa się wygranej bitwie”.
W czasie powstania warszawskiego przez Wolę wiódł najważniejszy szlak, którym Niemcy wyprowadzali z miasta polską ludność cywilną. Wygnańców zazwyczaj prowadzono ulicami dzielnicy do kościoła św. Wojciecha, po czym po krótkim postoju wywożono przez Dworzec Zachodni do obozu przejściowego w Pruszkowie. W czasie przemarszu i postojów na Woli wysiedleńcy stale byli narażeni na ekscesy ze strony niemieckich żołnierzy oraz ich wschodnich kolaborantów. Nagminne były przypadki grabieży, mordów oraz gwałtów na kobietach. Ponadto Niemcy nie zrezygnowali całkowicie z działań eksterminacyjnych. Nadal obowiązywał rozkaz likwidacji wszystkich wziętych do niewoli powstańców. Ponadto 8 sierpnia przy oddziałach Grupy Bojowej „Reinefarth” zaczęła działać specjalna jednostka niemieckiej policji bezpieczeństwa – tzw. Einsatzkommando der Sicherheitspolizei bei der Kampfgruppe Reinefarth (znane także jako Sonderkommando „Spilker”). Zadaniem jednostki, na której czele stał SS-Hauptsturmführer Alfred Spilker, było przeprowadzanie selekcji wypędzanej ludności Warszawy poprzez wyławianie z tłumu i likwidację osób uznanych za „niepożądane”. Do grona „niepożądanych” zaliczano przede wszystkim ludzi podejrzewanych o udział w powstaniu lub żydowskie pochodzenie, jak również osoby ranne, chore i niedołężne (a więc niezdolne do pracy i nie będące w stanie dotrzeć o własnych siłach do obozu w Pruszkowie) lub przedstawicieli niektórych grup społecznych (głównie inteligencji i duchowieństwa). Kryteria selekcji były zresztą na tyle płynne, że w praktyce z tłumu mogła zostać wyciągnięta każda osoba, która z jakiegoś powodu nie spodobała się esesmanom. 
Sonderkommando „Spilker” ulokowało się na plebanii kościoła św. Wojciecha. Członkowie jednostki przeprowadzali selekcję wysiedleńców w różnych punktach zbornych na terenie miasta. Egzekucji „osób niepożądanych” dokonywano natomiast przede wszystkim na placu Miejskich Zakładów Opałowych przy ul. Okopowej 59 na Woli, położonym naprzeciwko zakładów garbarskich Pfeiffera. Główna Komisja Badania Zbrodni Hitlerowskich oceniała, że w okresie powstania warszawskiego zamordowano w tym miejscu ponad 2 tys. osób. Z zeznań polskich i niemieckich świadków wynika jednak, że liczba ofiar egzekucji przeprowadzanych w okolicach garbarni Pfeiffera mogła sięgnąć nawet pięciu tysięcy. W gronie zamordowanych znajdowali się mieszkańcy różnych dzielnic Warszawy – przede wszystkim Woli, Starego Miasta i Śródmieścia Północnego.

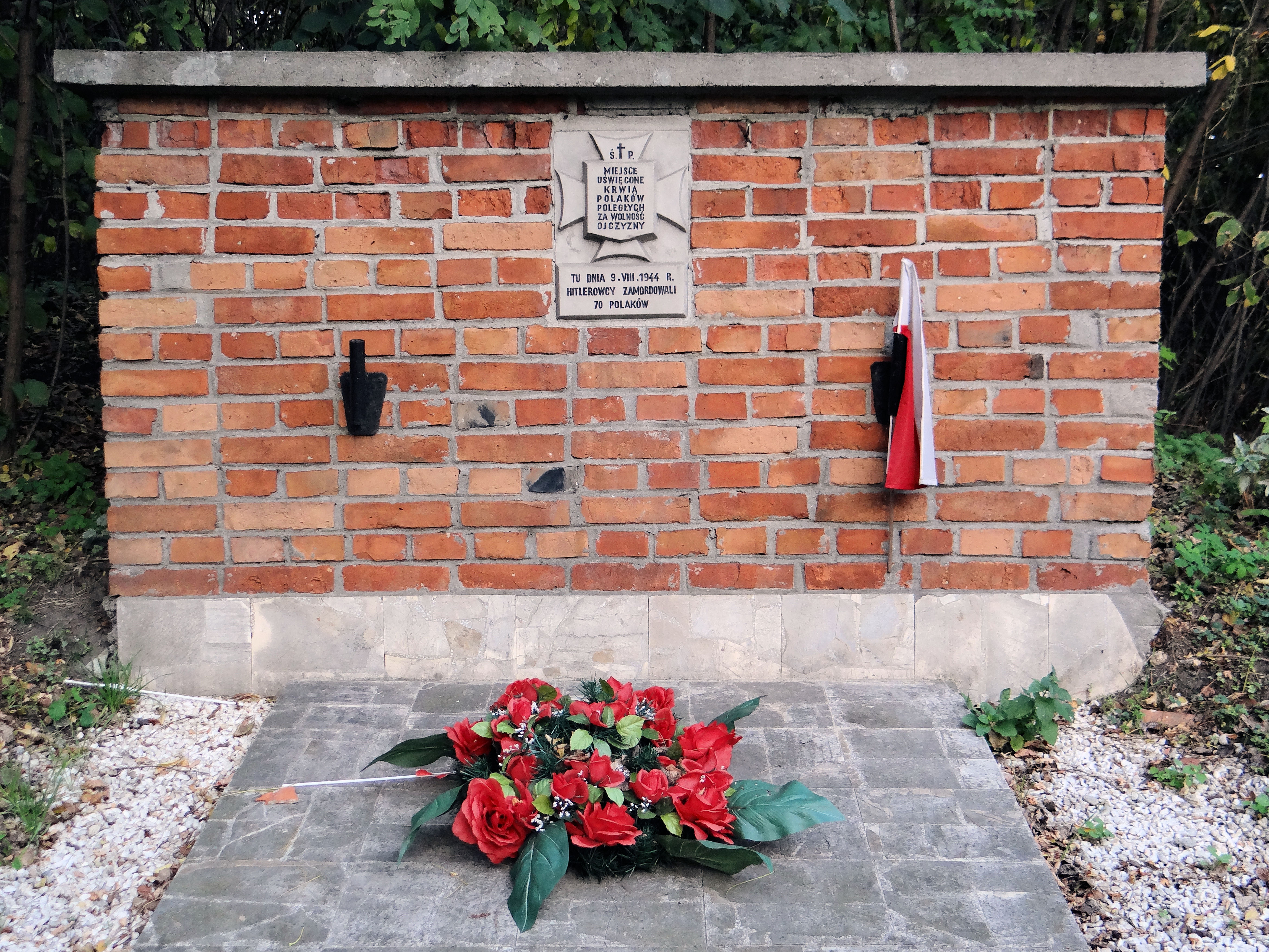
Tablica upamiętniająca ofiary masakry przy ul. Bema 54

Fabryka Pfeiffera nie była jednak jedynym miejscem na Woli, gdzie mordowano „wyselekcjonowanych” wysiedleńców z Warszawy.
- miejscem licznych egzekucji stały się ruiny gimnazjum kupieckiego Roeslerów przy ul. Chłodnej 33. Członkowie Verbrennungskommando wielokrotnie byli świadkami, jak wywożono tam na stracenie osoby wyselekcjonowane na punkcie zbornym w kościele św. Wojciecha[219]. Między innymi na początku września 1944 rozstrzelano w ruinach szkoły około 200 mieszkańców Starego Miasta (w tym pewną liczbę Żydów)[220][221].
- na prawosławnym cmentarzu przy ul. Wolskiej rozstrzeliwano polskich cywilów wyselekcjonowanych w rejonie kościoła św. Wawrzyńca. Z obserwacji członków Verbrennungskommando wynikało, że mordowano tam zazwyczaj osoby starsze, chore, niedołężne, a także dzieci – odłączane od tłumu uchodźców pod fałszywym pretekstem, iż zostanie im zapewniony transport samochodami na Dworzec Zachodni[135]. Jeden z ocalałych członków Verbrennungskommando twierdził także, iż uczestniczył w pochówku kilkuset cywilów ze Śródmieścia, którzy ufając niemieckim ulotkom przeszli dobrowolnie na drugą stronę frontu i zostali rozstrzelani na terenie nekropolii[222].
- 8 sierpnia 1944 na domu nr 54 przy ul. Bema, leżącym na tzw. posesji Kosakiewicza, wywieszono flagę Czerwonego Krzyża. Miał tam także zawisnąć napis informujący, iż w budynku znajduje się „azyl dla osób starszych i słabych”. Wkrótce niemieccy żandarmi zgromadzili w budynku ok. 100 osób cywilnych – starców, osoby kalekie, dzieci, kobiety w ciąży. 11 sierpnia Niemcy zabili deskami okna i drzwi domu, po czym podłożyli ogień. Wszyscy uwięzieni zginęli w płomieniach lub od niemieckich kul[223][224][225].
- 10 sierpnia 1944 przy Fabryce Makaronu i Sztucznej Kawy „Bramenco” rozstrzelano 20 mężczyzn i kobiet wyciągniętych z tłumu uchodźców. Jeszcze tego samego dnia na podwórzu domu przy ul. Wolskiej 26 rozstrzelano ponad dwudziestoosobową grupę mężczyzn i chłopców. W obu przypadkach egzekucję zarządził członek Sonderkommando „Spilker”, podoficer nazwiskiem Müller[226].
- wielokrotnie zbiorowe i indywidualne egzekucje, których ofiarą padali cywile wypędzani z Warszawy, miały miejsce na ul. Żelaznej – w szczególności w pobliżu skrzyżowania z ulicami Chłodną i Elektoralną. Tylko 2 września 1944 miało tam zostać rozstrzelanych od 90 do 170 osób, a 23 września – kolejnych 350[227].
- 16 września przy ul. Leszno żołnierze niemieccy rozstrzelali około 30 cywilów pędzonych ze Starego Miasta w kierunku kościoła św. Wojciecha[228].

## Reakcje ludności i władz powstańczych
Świadkami dokonywanej przez Niemców rzezi byli walczący na Woli żołnierze AK oraz innych ugrupowań zbrojnych. Słyszeli oni salwy plutonów egzekucyjnych i krzyki ofiar, mogli zaobserwować wypędzanie ludności z domów, a także wypędzanie pacjentów i personelu ze Szpitala Wolskiego. Niektórzy powstańcy widzieli nawet na własne oczy egzekucje i stosy zwłok. Już wieczorem 5 sierpnia nieznany z nazwiska pracownik Biura Informacji i Propagandy KG AK meldując o zbrodniach dokonywanych przez Niemców na Woli, zaproponował przełożonym, aby natychmiast je nagłośnić i poprzez wywołanie reakcji międzynarodowej opinii publicznej – skłonić Niemców do „chwilowego przynajmniej okiełznania barbarzyństwa”. Z kolei ppłk Jan Mazurkiewicz ps. „Radosław” w meldunku dla dowódcy Okręgu Warszawskiego AK płk. Antoniego Chruściela ps. „Monter”, datowanym na godzinę 3:00 nad ranem 6 sierpnia, zapisał:

Npl pali kolejne domy i rozstrzeliwuje ludność na Woli […] Mam skupione na moim odcinku tysiące uchodźców z Woli. Szykuje się olbrzymia tragedia tak jak historyczna rzeź Pragi. Robię, co mogę, żeby tę tragedię zmniejszyć, przepycham ludzi na Stare Miasto. Jeśli możecie pomóc, to szybko, czasu zostało niewiele.

Powstańcze oddziały na Woli – słabo uzbrojone, wykrwawione, uwikłane w zacięte walki z przeważającymi siłami nieprzyjaciela – nie miały realnej możliwości przyjścia z pomocą mordowanej ludności. Mogły jedynie opóźniać natarcie Niemców, dając w ten sposób czas cywilom na ucieczkę do wyzwolonych dzielnic Warszawy.
Wieści o niemieckich zbrodniach rozchodziły się bardzo szybko. Mieszkańcy niezajętych jeszcze przez wroga kwartałów Woli rozpoczęli paniczną ucieczkę w kierunku Starego Miasta i Śródmieścia. Uchodźcy praktycznie nie uzyskali jednak pomocy ze strony wojskowych i cywilnych władz Polskiego Państwa Podziemnego. Co więcej, w obawie przed wybuchem paniki starały się one ograniczać napływ uciekinierów i nie dopuszczać do rozchodzenia się wiadomości o masakrach, które miały miejsce na Woli. Wysiłki te spełzły jednak na niczym, a wieści o niemieckich zbrodniach wpłynęły na pogorszenie nastrojów wśród mieszkańców stolicy, aczkolwiek zdarzało się także, iż relacje ocalałych spotykały się z niedowierzaniem. Pomoc uchodźcom z Woli niósł przede wszystkim Polski Czerwony Krzyż, a obok niego harcerze i kościoły różnych wyznań.
Niemiecki historyk Hanns von Krannhals był zdania, że rzeź Woli była nie tylko zbrodnią, lecz również poważnym błędem militarnym. Rozchodzące się błyskawicznie wiadomości o niemieckich okrucieństwach spowodowały bowiem w jego ocenie, że „pomiędzy powstańcami i ludnością wytworzyła się solidarność na niespotykaną nigdy wcześniej skalę”, wzrosła determinacja Polaków, by kontynuować walkę, a jednocześnie zarówno ludność, jak i dowództwo AK przez długi czas nie były skłonne zaufać niemieckim obietnicom i zgodzić się na kapitulację.
Wielu uchodźców z Woli, którym udało się uniknąć masakry, zginęło później w trakcie oblężenia Starego Miasta. Historycy oceniają, że w sierpniu i wrześniu 1944 na skutek nalotów, ostrzału artyleryjskiego, głodu, pragnienia oraz egzekucji dokonywanych przez niemieckich żołnierzy zginęło co najmniej 30 tys. przebywających na Starówce cywilów. Znaczny odsetek tych ofiar stanowili uchodźcy z Woli.

## Ofiary

### Liczba zamordowanych

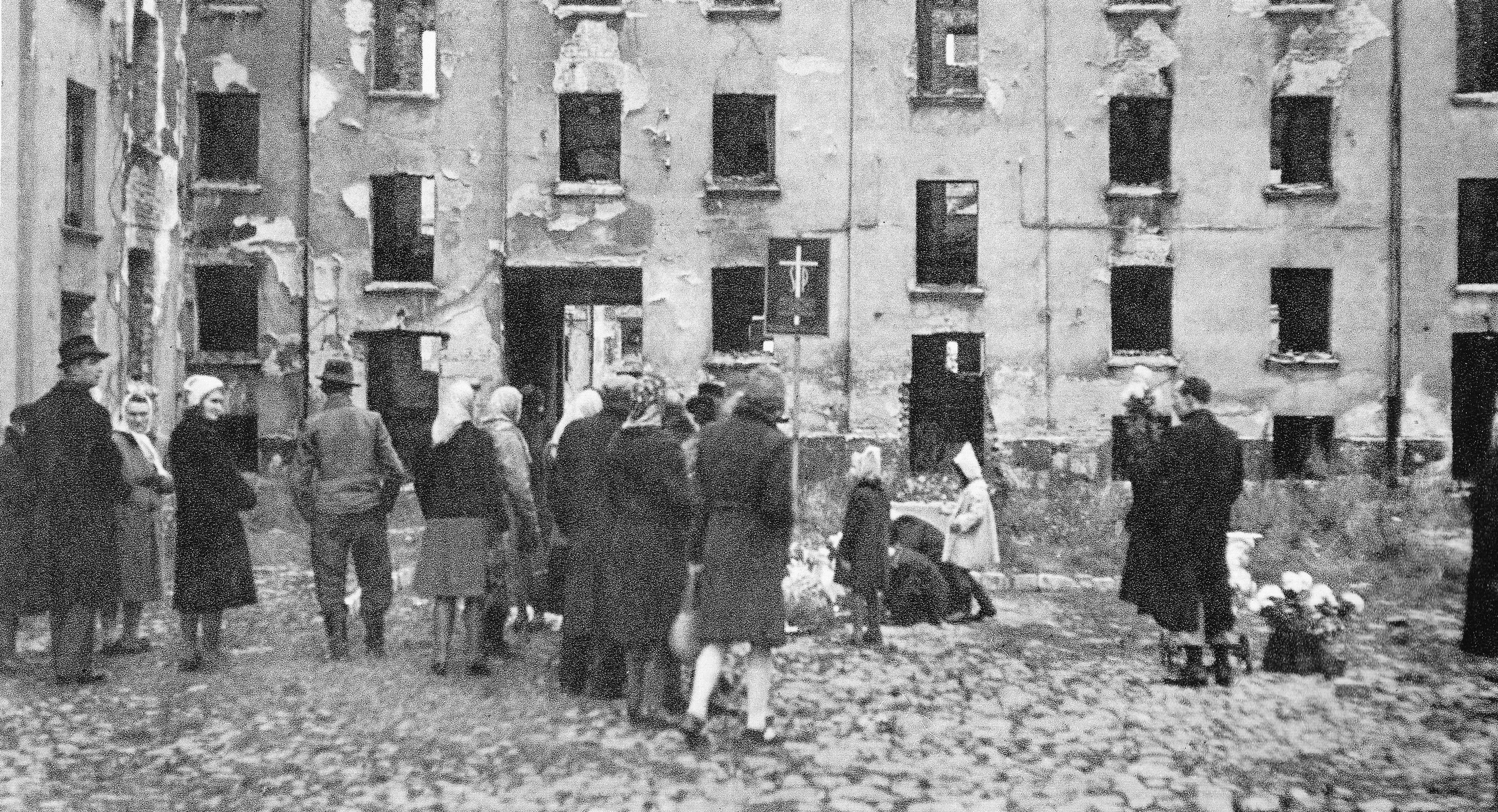
Warszawiacy zgromadzeni w miejscu jednej ze zbrodni, 1 listopada 1945

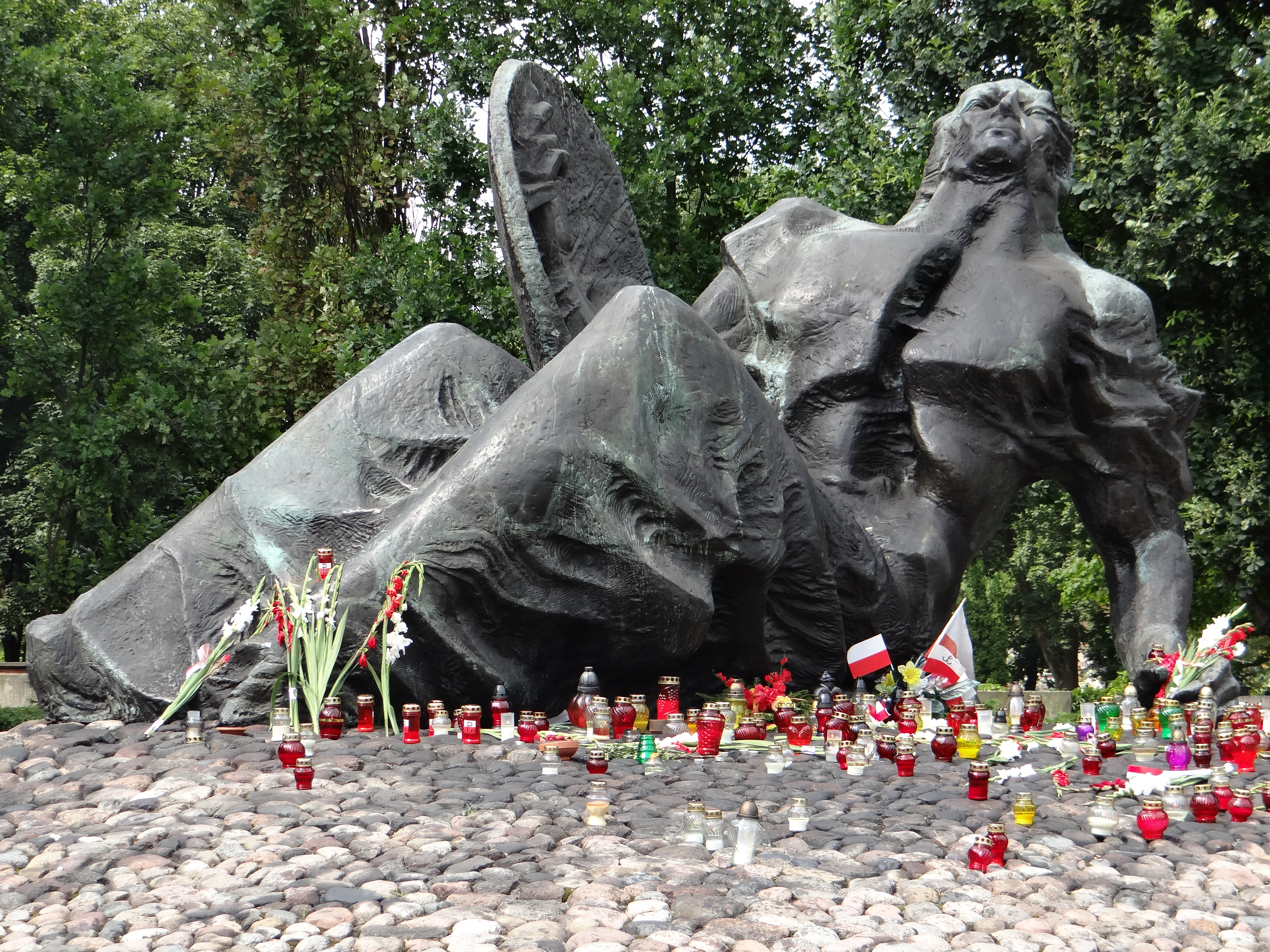
Pomnik „Polegli Niepokonani” na Cmentarzu Powstańców Warszawy. Spoczywa pod nim nawet do 12 ton ludzkich prochów zebranych m.in. z miejsc straceń na Woli

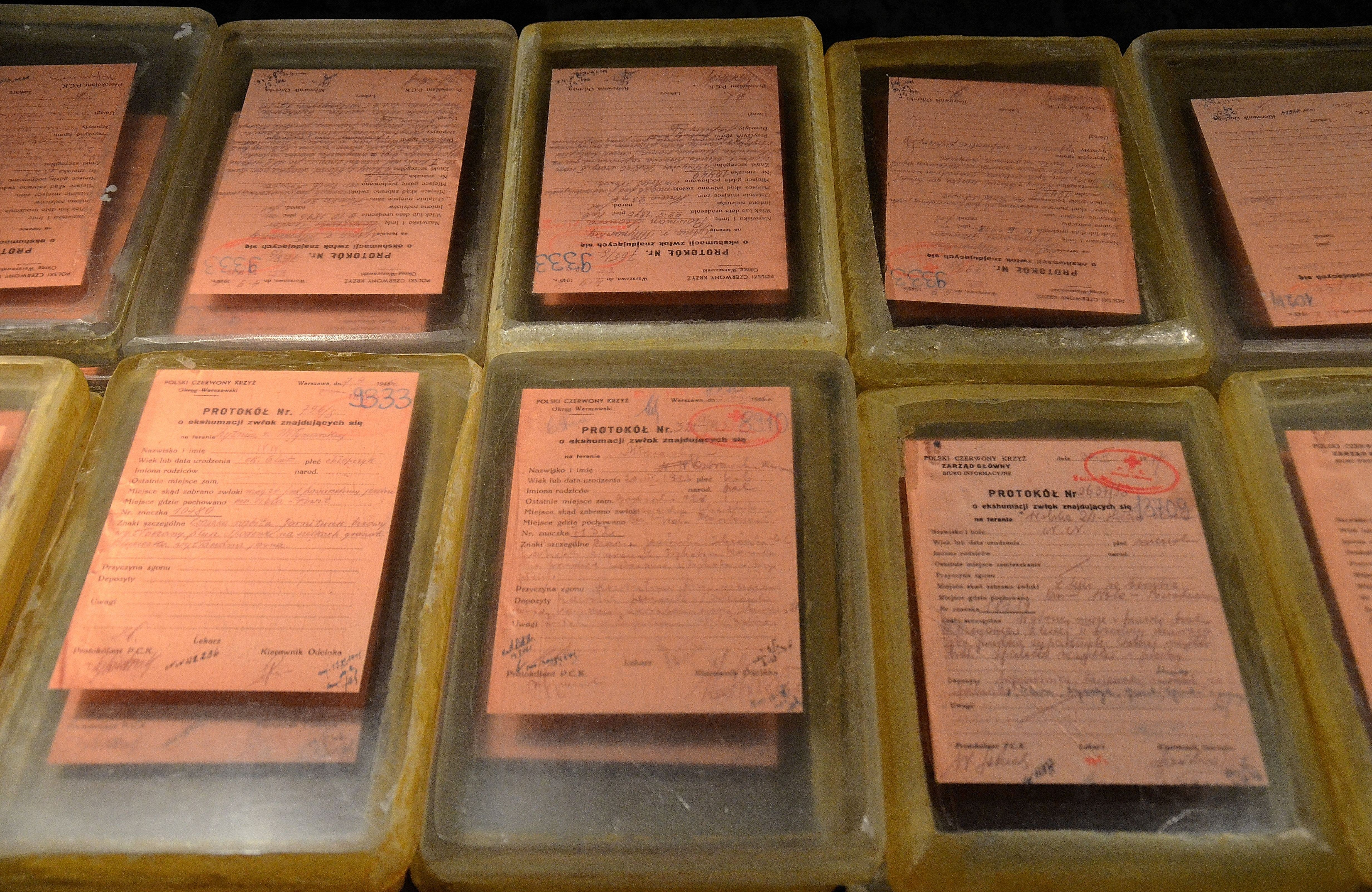
Protokoły PCK z ekshumacji ofiar rzezi Woli. Muzeum Powstania Warszawskiego

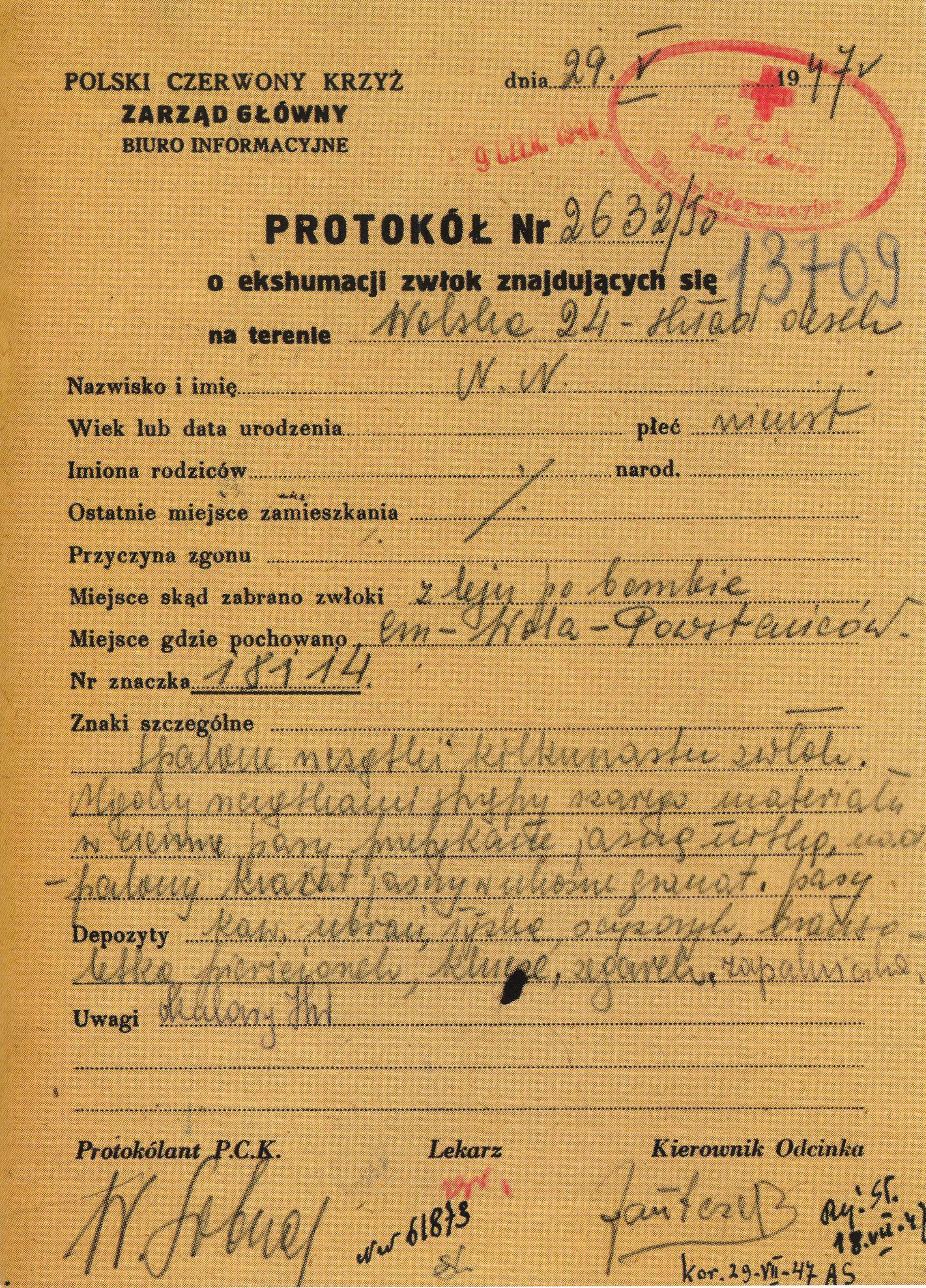
Protokół PCK z 27 maja 1947 z ekshumacji zwłok znalezionych na posesji przy ul. Wolskiej 24

Eksterminacja ludności Woli dokonana przez oddziały Reinefartha i Dirlewangera była bezpośrednim następstwem oraz wykonaniem rozkazów Hitlera i Himmlera, nakazujących zburzenie Warszawy i wymordowanie jej mieszkańców. Szymon Datner określił rzeź Woli jako „jedną z najkrwawszych kart w dziejach martyrologii narodu polskiego”. Norman Davies uznał natomiast 5 i 6 sierpnia 1944 za „dwa najczarniejsze dni w historii Warszawy”. Zdaniem m.in. Wandy Jarząbek rzeź Woli była jedną z największych jednostkowych zbrodni dokonanych na ludności cywilnej podczas niemieckiej okupacji. Z kolei zdaniem Piotra Gursztyna była to prawdopodobnie największa jednostkowa masakra ludności cywilnej dokonana w Europie w czasie II wojny światowej, a zarazem prawdopodobnie największa w historii jednostkowa zbrodnia popełniona na narodzie polskim.
Ustalenie dokładnej liczby ofiar rzezi Woli nie było możliwe ze względu na spalenie większości zwłok przez Niemców oraz niewielką liczbę ocalałych świadków, którzy mogliby wskazać nazwiska zamordowanych (w trakcie rzezi ginęły całe rodziny). Pierwszy próby ustalenia przybliżonej liczby ofiar podjął się Antoni Przygoński. W swej pracy z 1980 roku obliczył on, iż w czasie rzezi Woli zostało zamordowanych ponad 65 tys. Polaków, z czego 59 400 miało zginąć w dniach 5-7 sierpnia. Przygoński opierał się przy tym m.in. na wcześniejszych ustaleniach Stanisława Płoskiego i Ewy Śliwińskiej, a także na wynikach przedwojennych i powojennych spisów ludności, które wskazywały, iż między styczniem 1938 a majem 1945 liczba mieszkańców Woli zmniejszyła się z 84 424 do 19 964, tj. o ponad 64 tysiące.
W niektórych źródłach liczba ofiar rzezi Woli szacowana jest na około 50 tys. Zdaniem Adama Borkiewicza, Władysława Bartoszewskiego oraz Krzysztofa Dunina-Wąsowicza w sierpniu 1944 roku zamordowano na Woli około 38 tys. Polaków. Joanna K.M. Hanson i Alexandra Richie szacowały liczbę ofiar rzezi na około 30–40 tys. Komendant Główny AK gen. Tadeusz Komorowski ps. „Bór” oceniał, że liczba zamordowanych sięgnęła 30 tys., a Maria Turlejska, Marek Getter i Andrzej Janowski szacowali ją na co najmniej 20 tys. Z kolei zdaniem zachodnioniemieckiego historyka Hansa von Krannhalsa na Woli zamordowano jedynie ok. 10–15 tys. polskich cywilów. Z ustaleń polskiego badacza Marka Stroka, które wprowadził do dyskursu naukowego Hubert Kuberski, również wynika, że liczba ofiar rzezi Woli wyniosła do 15 tys. osób.
Na skutek podpaleń i wysadzeń dokonywanych przez oddziały niemieckie uległo zagładzie 81% zabudowy mieszkalnej Woli. Z powodu dewastacji i grabieży zrujnowany został także wolski przemysł. W latach 50. i 60. na Woli prowadzono intensywne wyburzanie ruin, na których miejscu stanęły nowe osiedla mieszkaniowe. Dawną zwartą zabudowę, częściowo drewnianą i zazwyczaj nieprzekraczającą wysokości 2–4 pięter, zastąpiło zbiorowisko luźno stojących bloków mieszkalnych (często 7–9-kondygnacyjnych lub wyższych). W ten sposób na skutek wymordowania i wypędzenia ludności Woli, wojennych zniszczeń oraz powojennych zmian urbanistycznych wygląd i charakter dzielnicy uległy niemal całkowitemu przeobrażeniu. Przedwojenna Wola ze swą oryginalną specyfiką i folklorem przestała istnieć.
W okresie Polski Ludowej rzeź Woli zajmowała drugorzędną pozycję w pamięci i polityce historycznej. Ocalałym nie przysługiwały żadne uprawnienia i świadczenia kombatanckie.

### Miejsca największych egzekucji
Podczas powojennego śledztwa prowadzonego przeciw Heinzowi Reinefarthowi niemiecka prokuratura zidentyfikowała 41 miejsc masowych egzekucji dokonanych przez oddziały niemieckie na Woli. Antoni Przygoński, opierając się m.in. na wyliczeniach Stanisława Płoskiego i Ewy Śliwińskiej, wymieniał 50 miejsc na terenie Woli i Śródmieścia Północnego, gdzie między 5 a 7 sierpnia 1944 Niemcy zamordowali od 50 osób do 10 tys. osób. Z kolei Maja Motyl i Stanisław Rutkowski, autorzy opracowania Powstanie Warszawskie – rejestr miejsc i faktów zbrodni (GKBZpNP-IPN, Warszawa 1994), wskazali w swoim wykazie ponad 60 miejsc na Woli i w Śródmieściu Północnym, gdzie w czasie powstania warszawskiego Niemcy dokonali egzekucji trzydziestu lub więcej Polaków.  
Poniższa tabela wskazuje miejsca i daty największych egzekucji dokonanych przez Niemców w trakcie rzezi Woli oraz przybliżoną – minimalną – liczbę zamordowanych tam osób. Wykaz sporządzono na podstawie opracowania Powstanie Warszawskie – rejestr miejsc i faktów zbrodni.
| Miejsce egzekucji                                                             | Liczba zamordowanych | Data                            |
| ----------------------------------------------------------------------------- | -------------------- | ------------------------------- |
| ul. Wolska 55 (Fabryka „Ursus”)                                               | ok. 6000 osób        | 5 sierpnia                      |
| ul. Okopowa 59 (Plac MZO naprzeciw garbarni Pfeiffera)                        | ok. 5000 osób        | sierpień-wrzesień               |
| Rejon ul. Górczewskiej i Moczydła                                             | ok. 4500 osób        | 5-8 sierpnia                    |
| ul. Wolska 41/45 (Fabryka Franaszka)                                          | ok. 4000 osób        | 5-8 sierpnia                    |
| ul. Górczewska nr 9 (Dom Zakonnic) i 15 (domy Wawelberga)                     | od 2000 do 3000 osób | 5-7 sierpnia                    |
| ul. Wolska 105/109 (domy Hankiewicza)                                         | ok. 2000 osób        | 5 sierpnia                      |
| ul. Wolska 79/81 (Fabryka Kirchmajera i Marczewskiego)                        | ok. 2000 osób        | 6 sierpnia                      |
| Park Sowińskiego                                                              | ok. 1500 osób        | 5 sierpnia                      |
| Szpital św. Łazarza (ul. Leszno 127, Karolkowa 15, Wolska 18)                 | ok. 1250 osób        | 5 i 13 sierpnia                 |
| ul. Młynarska 2 (zajezdnia tramwajowa)                                        | ok. 1000 osób        | 5 sierpnia                      |
| ul. Wolska 120                                                                | ok. 1000 osób        | 5 sierpnia                      |
| ul. Wolska 122/124 (tereny kuźni)                                             | ok. 700 osób         | 5 sierpnia                      |
| Hale Mirowskie, placyk między halami, pl. Mirowski,                           | ok. 700 osób         | 7-8 sierpnia                    |
| ul. Wolska 29 (Pałacyk Biernackich)                                           | ok. 600 osób         | 5-10 sierpnia                   |
| ul. Wolska 60 (Fabryka Makaronu i Sztucznej Kawy „Bramenco”)                  | ok. 500 osób         | 5 sierpnia                      |
| ul. Staszica 15                                                               | ok. 500 osób         | 5 sierpnia                      |
| ul. Wolska 2/4 (Fundacja Staszica)                                            | ok. 500 osób         | 5-7 sierpnia                    |
| ul. Górczewska (naprzeciw Szpitala Wolskiego)                                 | kilkaset osób        | 5 lub 6 sierpnia                |
| ul. Wolska 101                                                                | kilkaset osób        | 5 sierpnia                      |
| ul. Wolska 102/104                                                            | kilkaset osób        | 5 sierpnia                      |
| ul. Wolska 140 (cmentarz prawosławny)                                         | kilkaset osób        | 5 sierpnia                      |
| ul. Wolska 140A (tereny przy kościele św. Wawrzyńca)                          | kilkaset osób        | 5-8 sierpnia                    |
| ul. Wolska 76 (okolice kościoła św. Wojciecha)                                | ok. 400 osób         | 5-17 sierpnia                   |
| ul. Wolska 129                                                                | ok. 400 osób         | 5 lub 6 sierpnia                |
| ul. Żelazna 89                                                                | ok. 350 osób         | 23 września                     |
| ul. Wolska 23                                                                 | ok. 300 osób         | 5 sierpnia                      |
| ul. Wolska 78                                                                 | ok. 300 osób         | 5 sierpnia                      |
| pl. Żelaznej Bramy                                                            | od 230 do 350 osób   | 7 i 8 sierpnia                  |
| ul. Chłodna 33 (gimnazjum kupieckie Roeslerów)                                | od 200 do 300 osób   | pocz. sierpnia – pocz. września |
| ul. Leszno 136 (Szpital Karola i Marii)                                       | od 100 do 200 osób   | 6 sierpnia                      |
| ul. Magistracka i szosa w kierunku Jelonek                                    | ok. 180-190 osób     | 6 sierpnia                      |
| ul. Leszno 77 (Zakład dla paralityków i nieuleczalnie chorych ss. Felicjanek) | ok. 170 osób         | 16 sierpnia                     |
| ul. Wolska (okolice Szpitala św. Stanisława)                                  | ok. 150 osób         | 5 sierpnia                      |
| ul. Wolska 26                                                                 | ok. 150 osób         | 5 i 10 sierpnia                 |
| ul. Okopowa (fabryka, między Żytnią a Lesznem)                                | ok. 150 osób         | połowa sierpnia                 |
| ul. Bema 54                                                                   | ok. 100 osób         | 9-11 sierpnia                   |
| ul. Płocka 23                                                                 | ok. 100 osób         | 5 sierpnia                      |
| ul. Przechodnia 5                                                             | ok. 100 osób         | 6 sierpnia                      |
| ul. Młynarska 15/17                                                           | ok. 100 osób         | 5 sierpnia                      |
| ul. Młynarska – róg ul. Żytniej                                               | ok. 100 osób         | 5 sierpnia                      |
| ul. Wolska 6 (Fabryka Pasów)                                                  | ok. 100 osób         | 5-10 sierpnia                   |
| ul. Wolska 24 (tzw. plac zabaw „Wenecja”)                                     | ok. 100 osób         | 5 sierpnia                      |
| ul. Wolska 47                                                                 | ok. 100 osób         | pierwsza połowa sierpnia        |
| ul. Wolska 54 (Fabryka Makaronów „Nałęcz”)                                    | ok. 100 osób         | 5 sierpnia                      |
| ul. Wolska 91                                                                 | ok. 100 osób         | sierpień                        |
| ul. Wolska 143                                                                | ok. 100 osób         | 5 sierpnia                      |
| ul. Żelazna nr 87 i 89                                                        | od 70 do 190 osób    | 2 września                      |
| ul. Wolska 147 (dom parafialny parafii prawosławnej św. Jana Klimaka)         | od 30 do 100 osób    | 5 sierpnia                      |
| pl. Grzybowski                                                                | kilkadziesiąt osób   | 7 lub 8 sierpnia                |
| ul. Karolkowa 62                                                              | kilkadziesiąt osób   | 5 lub 6 sierpnia                |
| ul. Ciepła                                                                    | ok. 60 osób          | sierpień                        |
| ul. Karolkowa                                                                 | ok. 50 osób          | 5 sierpnia                      |
| ul. Wolska 83                                                                 | ok. 50 osób          | początek sierpnia               |
| ul. Wolska 86A                                                                | ok. 50 osób          | 4 sierpnia                      |
| ul. Wolska 126                                                                | ok. 50 osób          | 5 sierpnia                      |
| ul. Wolska 151 (dom i fabryka rowerów A. Kamińskiego)                         | ok. 50 osób          | 5 sierpnia                      |
| ul. Wolska 149 (sierociniec przy parafii prawosławnej św. Jana Klimaka)       | ok. 45 osób          | 5 sierpnia                      |
| ul. Wolska 65                                                                 | ok. 40 osób          | sierpień-wrzesień               |
| ul. Krochmalna 90                                                             | ok. 34 osób          | 5/6 sierpnia                    |
| ul. Młynarska 10                                                              | ok. 30 osób          | 6 sierpnia                      |
| ul. Płocka 25                                                                 | ok. 30 osób          | 5 sierpnia                      |
| ul. Żytnia                                                                    | ok. 30 osób          | początek sierpnia               |

## Kwalifikacja prawna zbrodni
Wśród historyków i prawników nie ma pełnej zgody co do klasyfikacji prawnej zbrodni, którą popełniono na Woli w pierwszych dniach sierpnia 1944 roku. Część jest skłonna uznać dokonaną wtedy rzeź ludności cywilnej za zbrodnię ludobójstwa. Inni, m.in. William Schabas i Patrycja Grzebyk, uznają ją natomiast za przykład zbrodni wojennej i zbrodni przeciwko ludzkości, niespełniającej jednak przesłanek ludobójstwa. Grzebyk wskazuje, że o ile orzecznictwo trybunałów międzynarodowych dopuszcza uznanie za ludobójstwo zbrodni dokonanych na niewielkim obszarze, na niewielkiej części danej grupy (kazus masakry w Srebrenicy), o tyle przesłanką warunkującą jest w takim wypadku fakt pozostawania jedynie małej części owej grupy pod kontrolą sprawców. Taki warunek nie został natomiast spełniony w przypadku rzezi Woli, czy też szerzej tłumienia powstania warszawskiego, gdyż pod niemiecką okupacją pozostawały w tym czasie znaczne obszary zamieszkiwane przez ludność polską, na których nie doszło do zbrodni na podobną skalę.
Wanda Jarząbek podkreśla, że zbrodnie popełnione w czasie tłumienia powstania warszawskiego, w tym wymordowanie ludności Woli, były „logiczną konsekwencją niemieckiej polityki okupacyjnej na ziemiach polskich – polityki o charakterze ludobójczym”. Mając na uwadze powyższe, sprzeciwia się postrzeganiu rzezi Woli wyłącznie jako aktu niemieckiej zemsty za wybuch powstania i jest skłonna uznać ją za „jeden z czynów ludobójczych w rozumieniu konwencji ONZ z 1948 roku”.
Piotr Madajczyk jest zdania, że rzeź Woli nie spełnia przesłanek ludobójstwa według definicji Rafała Lemkina, była natomiast częścią ludobójczej polityki, którą nazistowskie Niemcy prowadziły wobec narodu polskiego.

## Geneza terminu „rzeź Woli”
Po raz pierwszy terminu „rzeź Woli” w odniesieniu do wydarzeń z pierwszych dni sierpnia 1944 roku użyli Zygmunt Wojciechowski i Edward Serwański na kartach publikacji Zbrodnia niemiecka w Warszawie 1944 r., wydanej przez Instytut Zachodni w 1946 roku. Owo określenie nawiązywało do masakry ludności warszawskiej Pragi, dokonanej przez wojska rosyjskie 4 listopada 1794 roku, a także do rabacji galicyjskiej. Jest przy tym możliwe, że Wojciechowski i Serwański przytoczyli określenie, które narodziło się w czasie powstania. Już bowiem ppłk. „Radosław” w swym meldunku z 6 sierpnia porównał tragedię Woli do rzezi Pragi.
W kolejnych latach określenie „rzeź Woli” upowszechniło się w historiografii i publicznym dyskursie. Używał go m.in. Władysław Bartoszewski w swych pracach na temat powstania warszawskiego.

## Odpowiedzialność

### Losy sprawców

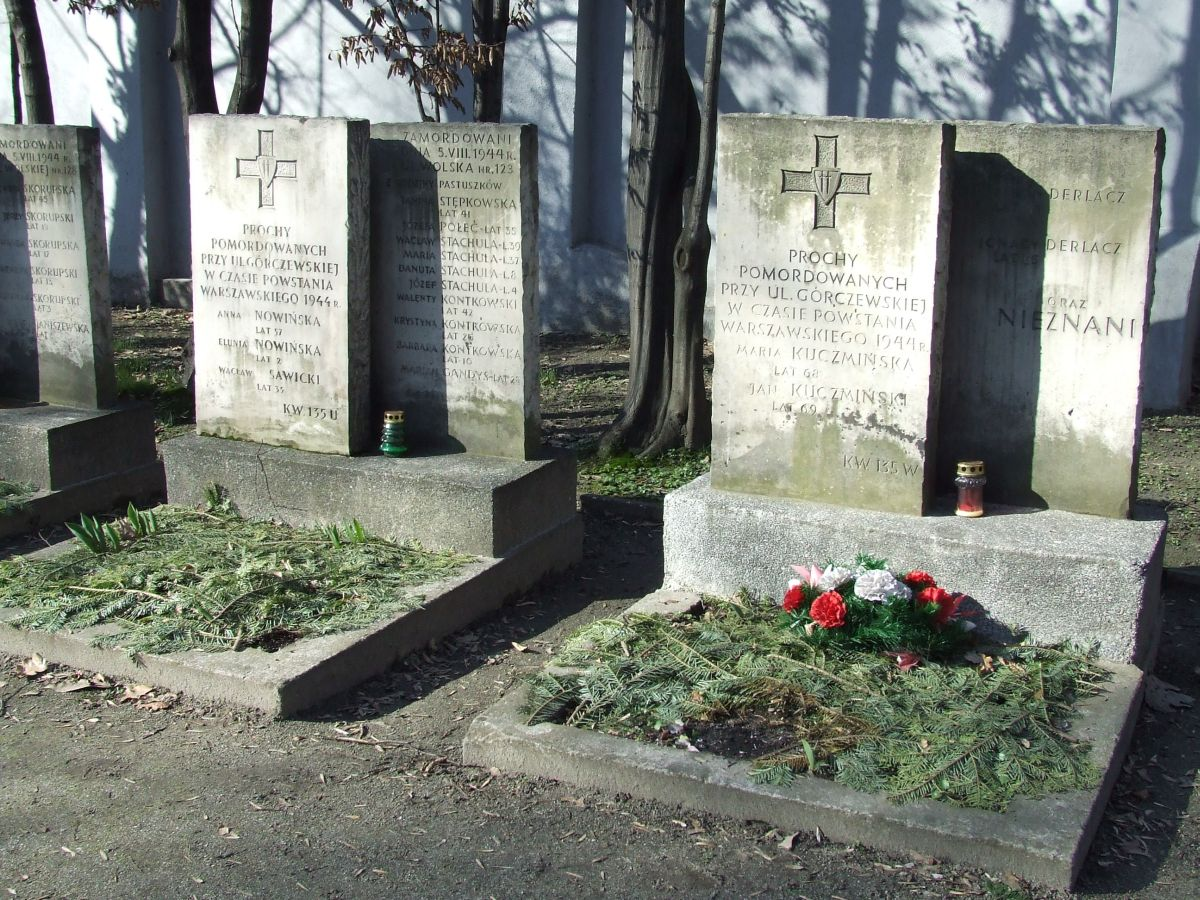
Zbiorowe groby ofiar rzezi Woli zamordowanych przy ul. Górczewskiej. Cmentarz Powstańców Warszawy

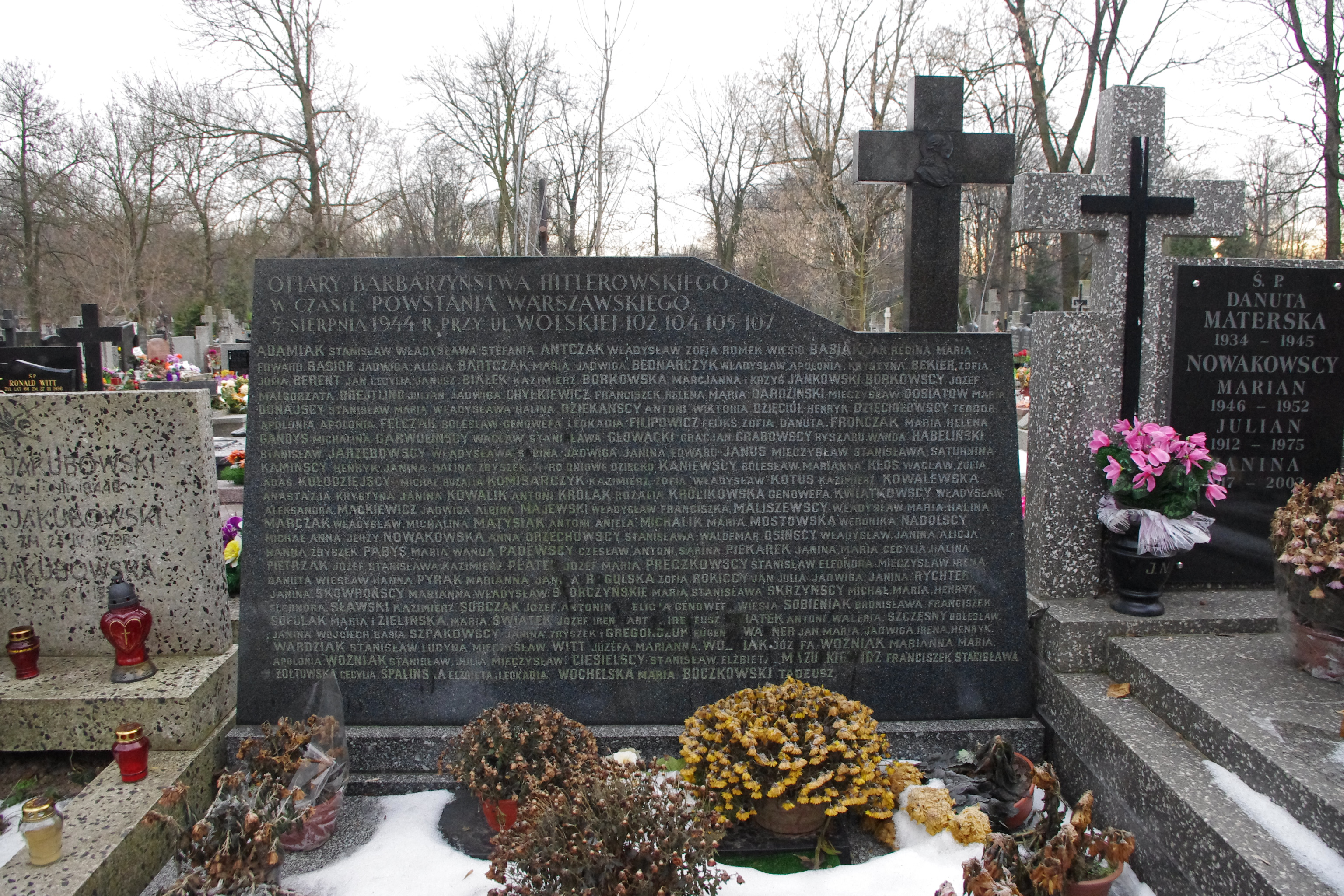
Grób ofiar z domów przy ul. Wolskiej 102, 104, 105 i 107. Cmentarz Wolski

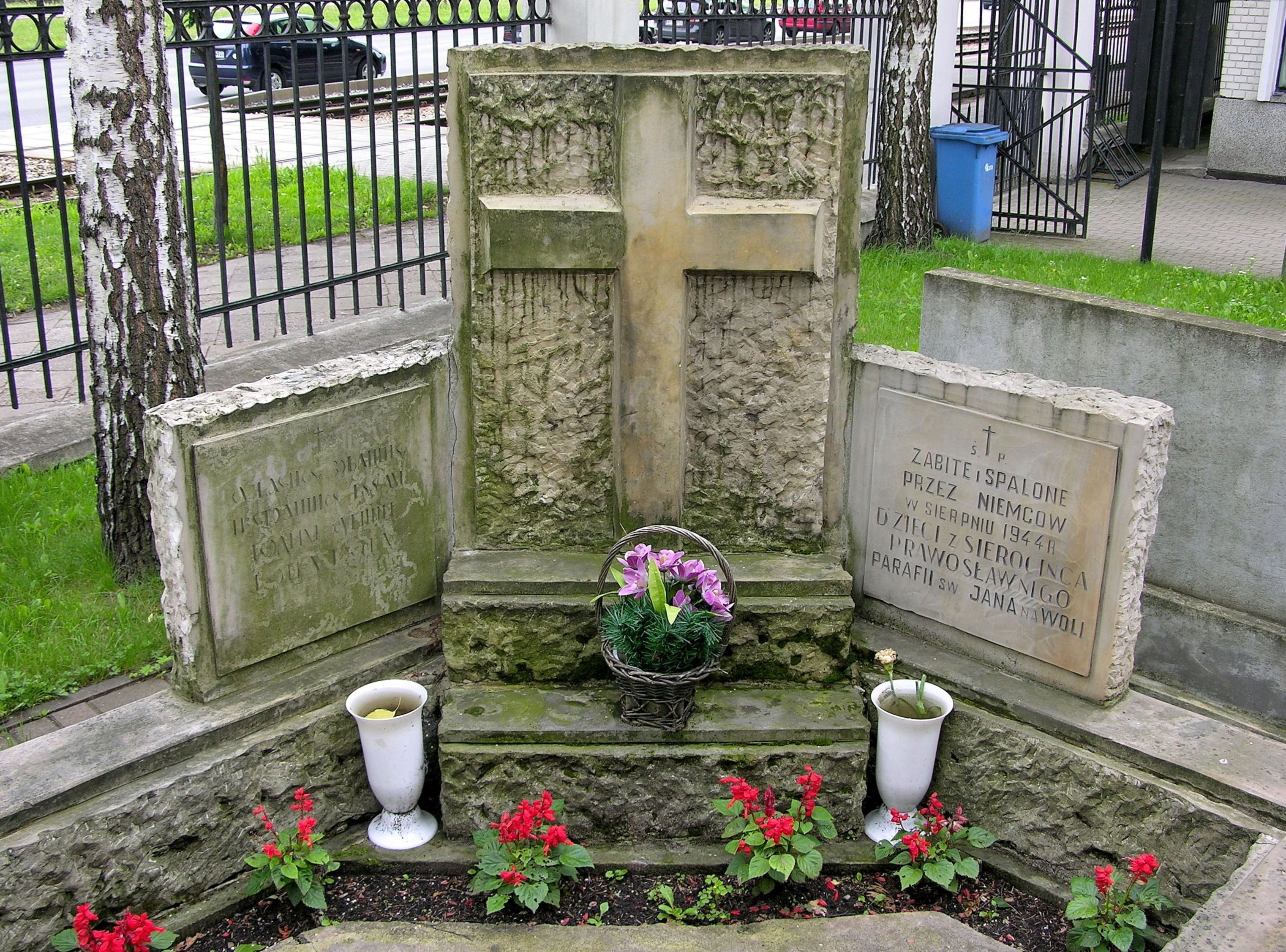
Zbiorowy grób dzieci i ich opiekunów z prawosławnego sierocińca przy parafii św. Jana Klimaka zamordowanych 5 sierpnia 1944

Kwestia zbrodni popełnionych przez Niemców podczas tłumienia powstania warszawskiego nie była przedmiotem pogłębionej analizy podczas procesu głównych nazistowskich zbrodniarzy przed Międzynarodowym Trybunałem Wojskowym w Norymberdze. Na przeszkodzie stanęły m.in. ograniczenie składu sędziowskiego do przedstawicieli czterech mocarstw alianckich oraz dążenie głównego oskarżyciela, Roberta H. Jacksona, do osądzenia i ukarania przede wszystkim sprawców zbrodni przeciwko pokojowi. Ponadto za przygotowanie aktu oskarżenia i materiału dowodowego w sprawie zbrodni popełnionych na terytorium okupowanej Polski odpowiadała strona sowiecka, której zależało przede wszystkim na uwypukleniu cierpień narodów ZSRR. Co więcej, dogłębne przeanalizowanie przebiegu tłumienia powstania mogło być dla Moskwy niewygodne z przyczyn politycznych.
Telford Taylor, jeden z oskarżycieli reprezentujących USA przed Międzynarodowym Trybunałem Wojskowym, planował początkowo, że sprawa zniszczenia Warszawy stanie się przedmiotem odrębnego procesu przed MTW. Głównym oskarżonym miał być gen. Heinz Guderian; obok niego Taylor planował posadzić na ławie oskarżonych m.in. Ericha von dem Bach-Zelewskiego i Heinza Reinefartha. Obcięcie budżetu MTW przez mocarstwa alianckie spowodowało jednak zarzucenie tych planów. Taylor założył, że rezygnacja z procesu przed MTW nie przeszkodzi ukaraniu sprawców tłumienia powstania warszawskiego, gdyż liczył, że osądzą ich władze polskie. W 1947 roku mocarstwa zachodnie wstrzymały jednak ekstradycję do Polski osób podejrzewanych o zbrodnie wojenne.
W konsekwencji żaden ze sprawców rzezi Woli nie został po wojnie pociągnięty do odpowiedzialności karnej. Kilka miesięcy po zakończeniu działań wojennych Erich von dem Bach-Zelewski został aresztowany przez Amerykanów. Podczas głównego procesu norymberskiego złożył szereg zeznań obciążających nazistowskich przywódców, dzięki czemu USA odmówiły później jego ekstradycji do Polski. W lutym 1947 pojawił się jedynie na krótko w Warszawie, aby wystąpić jako świadek na procesie gubernatora dystryktu warszawskiego, Ludwiga Fischera. W 1951 roku sąd denazyfikacyjny w Monachium skazał go na 10 lat więzienia, lecz połowę kary uznano za odbytą, a wykonanie pozostałej części ograniczyło się do aresztu domowego. Wkrótce von dem Bach zamieszkał we wsi Eckersmühlen koło Norymbergi i podjął pracę jako nocny stróż. W 1958 roku został aresztowany pod zarzutem udziału w morderstwie jednej z ofiar „nocy długich noży” i trzy lata później skazany na karę 4,5 roku pozbawienia wolności. W 1962 roku von dem Bach ponownie stanął przed sądem, tym razem pod zarzutem zamordowania kilku niemieckich komunistów. Wymierzono mu wówczas karę dożywotniego więzienia. Zmarł w szpitalu więziennym Monachium-Harlaching w marcu 1972 roku. Nigdy nie został osądzony za zbrodnie popełnione podczas tłumienia powstania warszawskiego.
SS-Gruppenführer Heinz Reinefarth nie został ekstradowany do Polski, gdyż nie wyraziły na to zgody okupacyjne władze amerykańskie. W 1949 roku pomyślnie przeszedł procedurę denazyfikacyjną, dzięki czemu jako jedyny generał SS w powojennych Niemczech mógł z powodzeniem rozwinąć karierę polityczną. W latach 1951–1967 pełnił funkcję burmistrza miasta Westerland na wyspie Sylt; od 1958 roku zasiadał także w landtagu kraju związkowego Szlezwik-Holsztyn. W 1958 roku po raz pierwszy wszczęto przeciw niemu śledztwo pod zarzutem udziału w zbrodniach popełnionych w czasie tłumienia powstania warszawskiego, zostało ono jednak umorzone jeszcze w tym samym roku. Kolejne śledztwo wszczęto przeciw niemu w 1961 roku, a sądowe postępowanie przygotowawcze rozpoczęto dwa lata później. W maju 1967 roku zostało jednak umorzone przez sąd we Flensburgu ze względu na rzekomy „brak dowodów winy”. Choć sędziowie nie zakwestionowali, iż w sierpniu 1944 na warszawskiej Woli doszło do masowych mordów na ludności cywilnej, uznali, że nie można ustalić kto wydawał zbrodnicze rozkazy niemieckim oddziałom, ani czy sprawcy zbrodni byli podwładnymi Reinefartha. Były SS-Gruppenführer otrzymał dodatkowo odszkodowanie w wysokości 100 tys. marek. W 1967 roku zakończył karierę polityczną i rozpoczął pracę jako adwokat, pobierając jednocześnie generalską rentę. Zmarł w maju 1979 roku – nieukarany za zbrodnie popełnione w Warszawie.
W związku ze śledztwem toczącym się przeciw Reinefarthowi niemiecka prokuratura przesłuchała w latach 1962–1964 blisko tysiąc niemieckich oficerów i żołnierzy walczących na Woli w sierpniu 1944 roku. Mimo iż wielu z nich można było zarzucić co najmniej współudział w dokonywanych wówczas zbrodniach, żaden nie został postawiony przed sądem. W dodatku wielu członków grupy policyjnej Reinefartha zajęło po wojnie odpowiedzialne stanowiska w aparacie państwowym RFN. Szef sztabu Reinefartha – podpułkownik Kurt Fischer – pracował jako nadkomisarz policji w Erbach w Hesji. Günther Bock, dowódca pododdziału policji w grupie Reinefartha, pełnił funkcję szefa policji w kraju związkowym Szlezwik-Holsztyn. Fritz Werner, dowódca kompanii w batalionie podchorążych z V oficerskiej szkoły piechoty w Poznaniu, pracował po wojnie jako sędzia i wykładowca akademicki. Mimo protestów organizacji grupujących ofiary nazizmu objął nawet stanowisko prezesa Federalnego Sądu Administracyjnego.
SS-Oberführer Oskar Dirlewanger został aresztowany przez  francuskie wojska okupacyjne sześć tygodni po upadku III Rzeszy. Osadzono go w więzieniu w Altshausen w Badenii-Wirtembergii, gdzie na początku czerwca 1945 roku został śmiertelnie pobity przez polskich żołnierzy na służbie francuskiej, którzy pełnili tam służbę wartowniczą. Jego zastępca i szef sztabu, SS-Sturmbannführer Kurt Weiße, który dowodził pułkiem w czasie walk na Woli, zaginął bez śladu.
Losy SS-Hauptsturmführera Alfreda Spilkera nie są znane. Według niektórych źródeł zginął w lutym 1945 roku podczas obrony cytadeli poznańskiej lub w austriackim Krems nad Dunajem. W 1961 roku sąd w Kilonii uznał go formalnie za zmarłego.

### Rola dirlewangerowców i wschodnich kolaborantów
W wydanych po zakończeniu wojny wspomnieniach gen. Heinz Guderian utrzymywał, że odpowiedzialnością za zbrodnie popełnione podczas tłumienia powstania warszawskiego należy obarczyć wyłącznie „wątpliwe elementy” w postaci niezdyscyplinowanych jednostek kolaboracyjnych oraz kryminalistów z pułku Dirlewangera. Tezę o samodzielności operacyjnej pułku Dirlewangera i jego kluczowej roli w mordowaniu ludności Woli konsekwentnie upowszechniał Heinz Reinefarth, chcąc w ten sposób zdjąć z siebie odpowiedzialność za zbrodnię. Wielu zachodnich historyków, w tym Hanns von Krannhals – autor jedynej niemieckiej monografii poświęconej powstaniu warszawskiemu, także było skłonnych obarczać dirlewangerowców i wschodnich kolaborantów główną odpowiedzialnością za zbrodnie popełnione na ludności Warszawy. Jerzy Kirchmayer podawał, że mieszkańców Woli mordowały „specjalne grupy policjantów”, które miały się poruszać w ślad za oddziałami Reinefartha i Dirlewangera. Opierając się m.in. na tym sformułowaniu, Krannhals doszedł do wniosku, że główną rolę w eksterminacji ludności dzielnicy odegrało Einsatzkommando der Sicherheitspolizei Kampfgruppe Reinefarth pod dowództwem SS-Hauptsturmführera Alfreda Spilkera.
Powyższe twierdzenia nie odpowiadają jednak prawdzie. Szereg dowodów, m.in. zeznania ocalałych świadków rzezi, wskazuje bowiem, iż kluczową rolę w eksterminacji ludności Woli odegrały jednostki policyjne z Kraju Warty, złożone z reichsdeutschów (Niemców i Austriaków) oraz volksdeutschów – zazwyczaj starszych wiekiem rezerwistów, niezdolnych do służby na pierwszej linii frontu. W opinii Antoniego Przygońskiego brak jest także dowodów, iż w ramach niemieckich „sił odsieczy” funkcjonował podział na wojska walczące z powstańcami oraz wydzielone ekipy egzekucyjne. Zwraca on uwagę, że Sonderkommando „Spilker”, działające przy grupie Reinefartha, powstało dopiero 8 sierpnia 1944. 
Niemieccy prokuratorzy, badając zbrodnie popełnione przez oddziały niemieckie podczas tłumienia powstania warszawskiego, ocenili, że pułkowi Dirlewangera można przypisać wyłączną odpowiedzialność tylko za szesnaście spośród czterdziestu jeden masowych egzekucji przeprowadzonych w rejonie Wolkastrasse (najprawdopodobniej chodzi o ul. Wolską). Walczący na Woli dirlewangerowcy mordowali jeńców i cywilów w zdobytych przez siebie kamienicach; nie można także wykluczyć ich udziału w masowych egzekucjach, które odbywały się za linią frontu. Jest m.in. możliwe, że esesmani z I batalionu SS-Hauptsturmführera Meyera lub żołnierze podporządkowanych mu jednostek azerbejdżańskich wzięli udział w wymordowaniu pacjentów i personelu Szpitala Wolskiego oraz Szpitala św. Łazarza. Hubert Kuberski wskazuje jednak, że ze względu na niewielką liczebność batalionu Meyera (365 ludzi), a także fakt, że jego głównym celem była walka z powstańcami oraz odblokowanie arterii wolskiej, jednostki SS-Sdr.Rgt. „Dirlewanger” nie mogły odegrać kluczowej roli w eksterminacji mieszkańców Woli.
W ocenie Piotra Gursztyna:

W całkowitym obarczaniu winą dirlewangerowców – podobnie jak w przerzucaniu odpowiedzialności na tzw. własowców – jest ukryta intencja zrzucenia winy na jakichś nieokiełznanych zwyrodnialców i wschodnich barbarzyńców, a tym samym sprowadzenia masowej eksterminacji tysięcy kobiet i dzieci do incydentu godnego pożałowania, nie zaś zaplanowanej i ochoczo wykonanej operacji.

Nie jest znany ani jeden przypadek protestu dowództwa 9. Armii lub innych organów Wehrmachtu, przeciw zbrodniom i wykroczeniom popełnianym przez dirlewangerowców lub inne formacje SS w czasie tłumienia powstania warszawskiego.

## Upamiętnienie

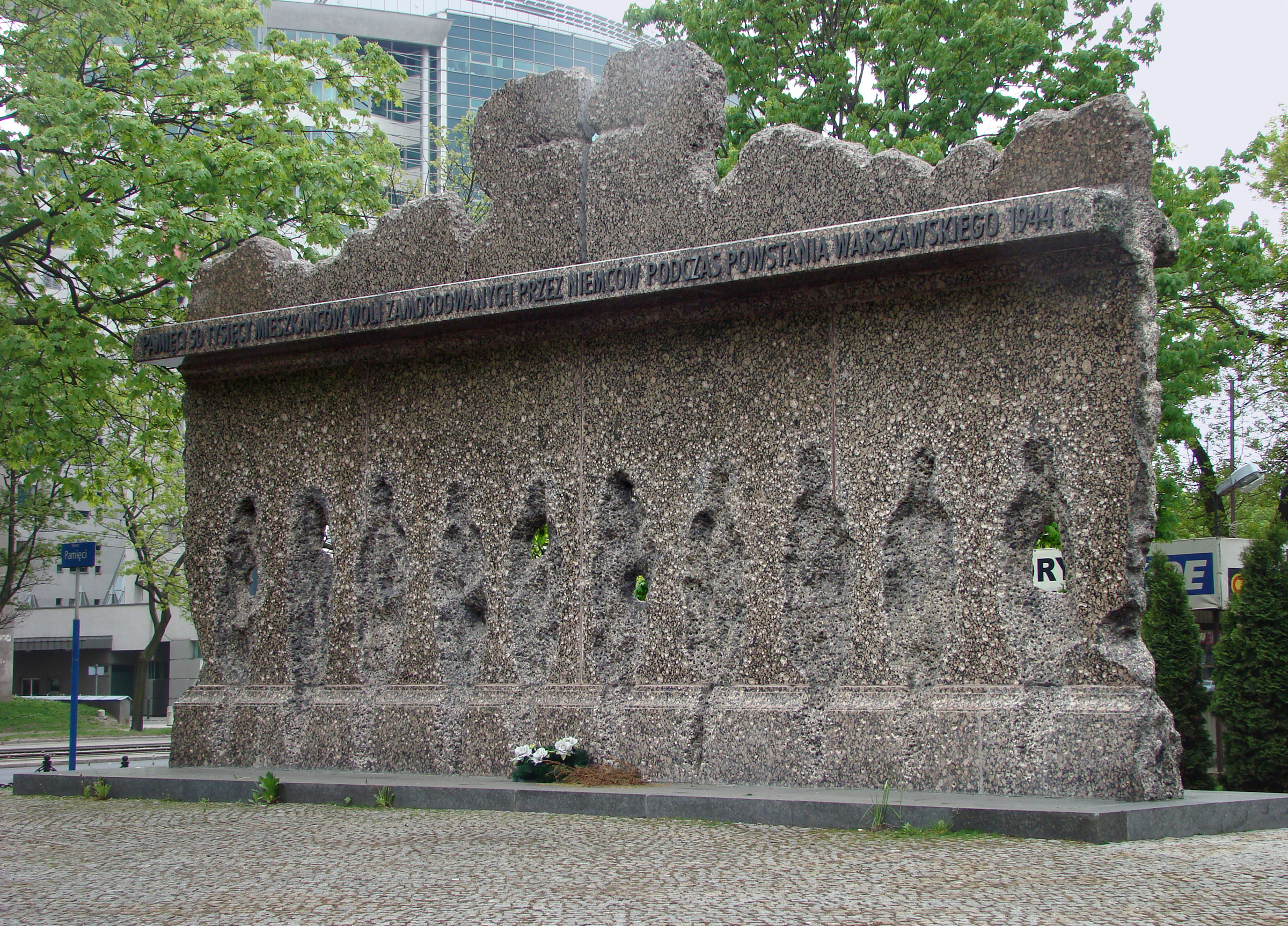
Pomnik Ofiar Rzezi Woli

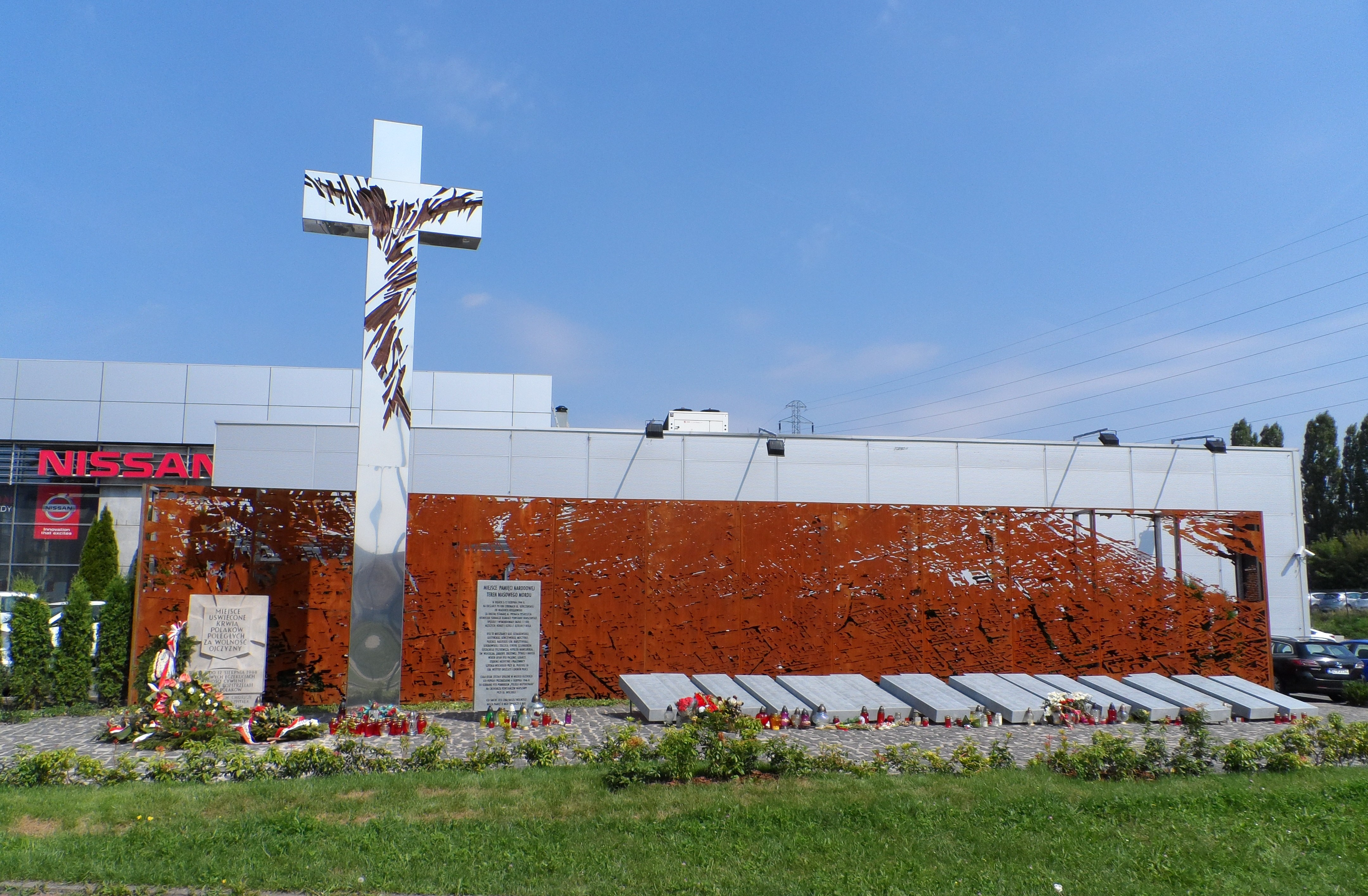
Miejsce pamięci na ul. Górczewskiej

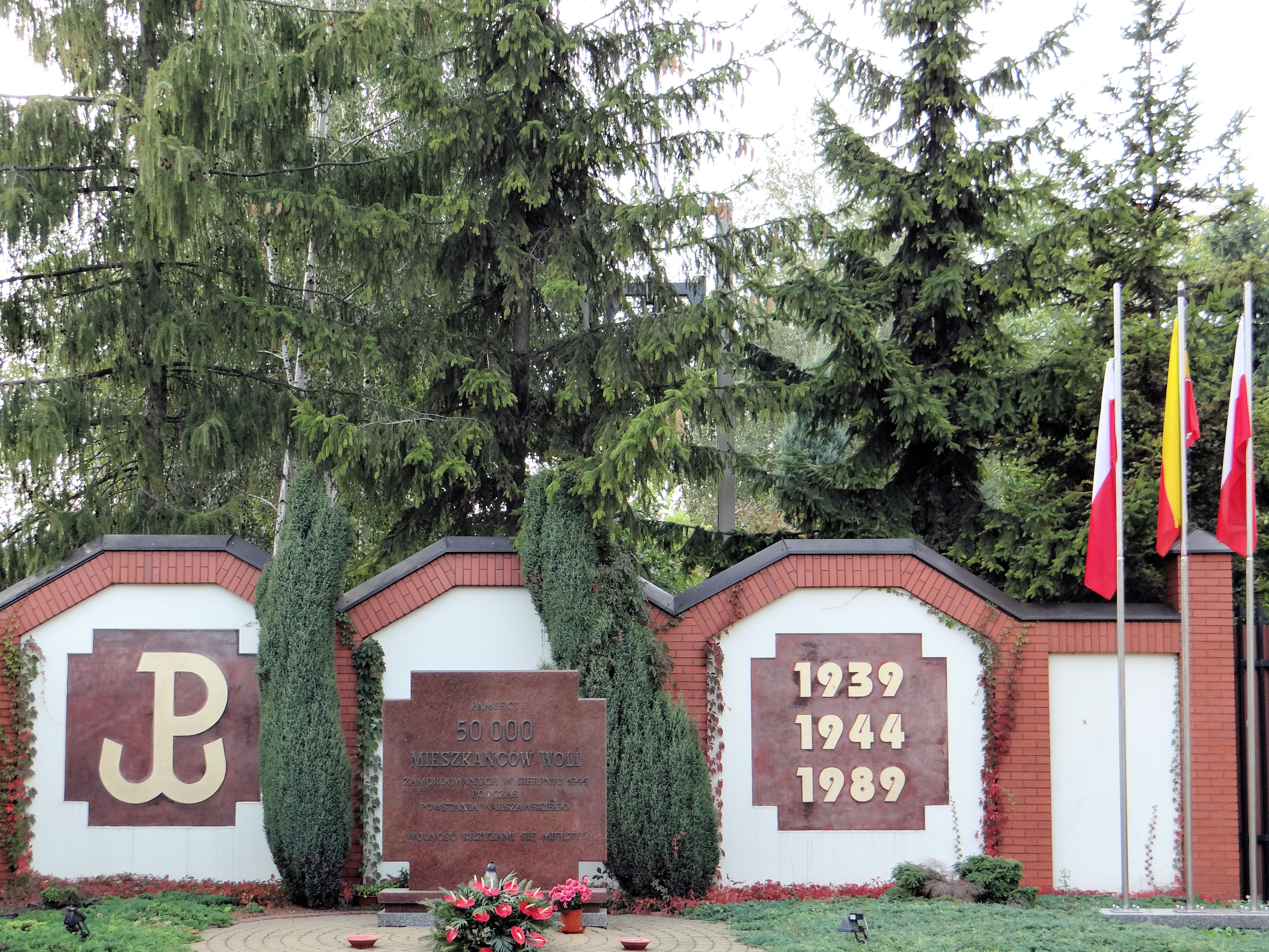
Plac Męczenników Warszawskiej Woli przy ul. Karolkowej

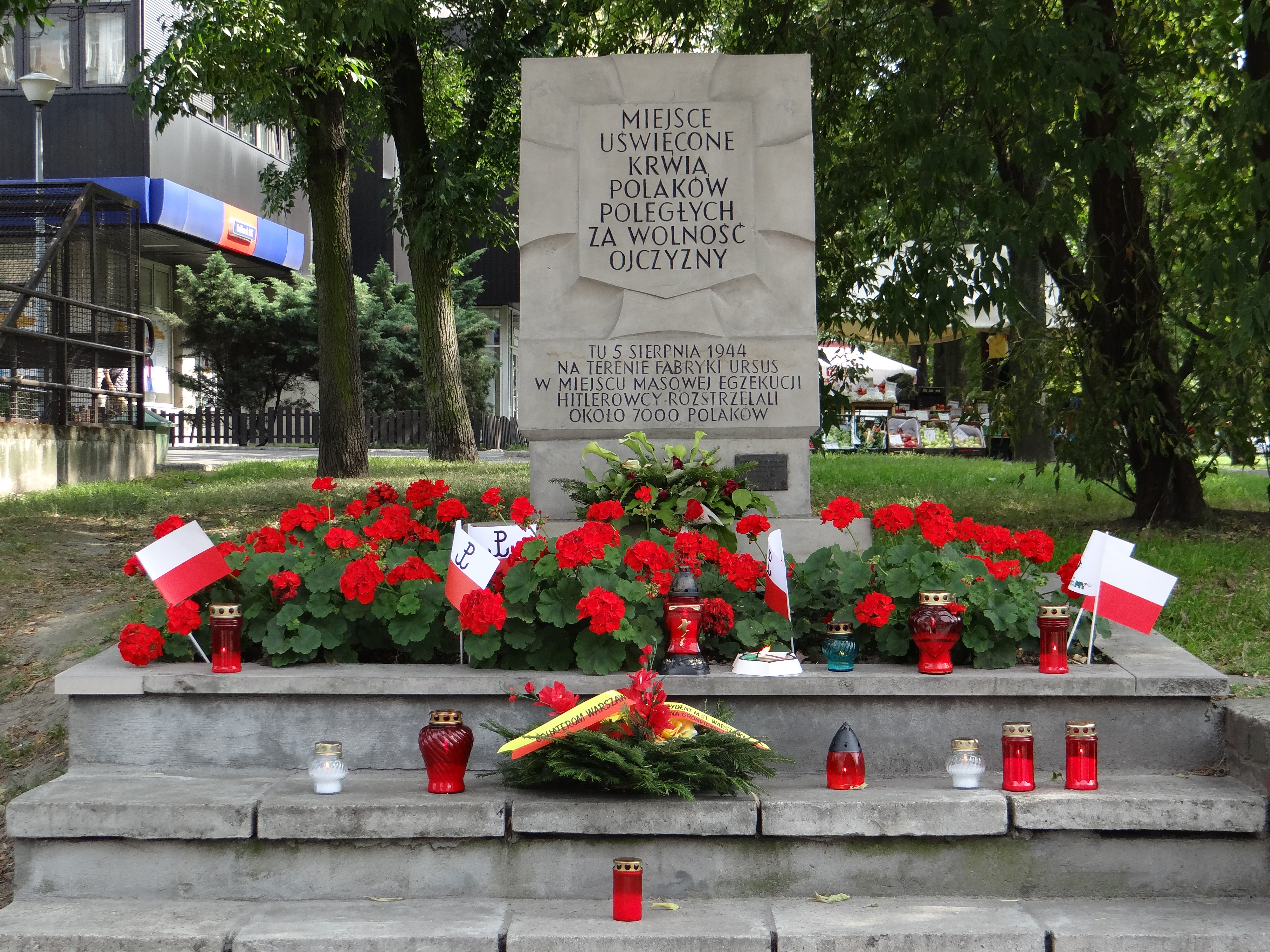
Tablica Tchorka upamiętniająca miejsce masowych egzekucji w fabryce „Ursus” przy ul. Wolskiej 55

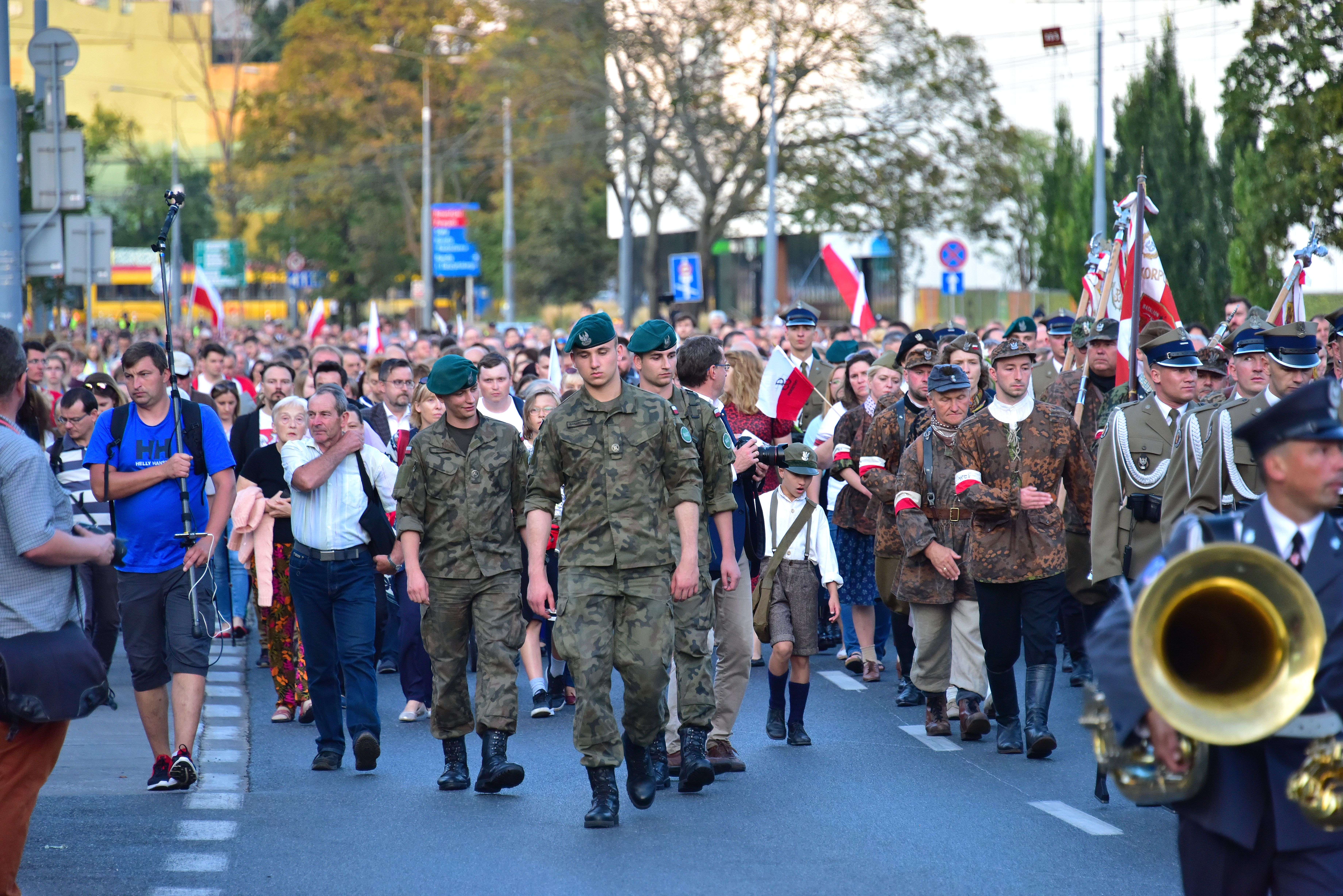
Marsz Pamięci Ofiar Cywilnych Powstania Warszawskiego upamiętniający m.in. ofiary rzezi Woli (2019)

Po wyzwoleniu stolicy Polski Czerwony Krzyż prowadził na terenie Woli prace ekshumacyjne. Wielki pogrzeb prochów mieszkańców dzielnicy odbył się 6 sierpnia 1946. Tego dnia, po żałobnej mszy w śródmiejskim kościele Najświętszego Zbawiciela, 100 – według innych źródeł 115 lub 117 – trumien przewieziono otwartymi samochodami na Wolę i uroczyście pochowano na Cmentarzu Powstańców Warszawy. Trumny zawierały od 8 do 12 ton prochów ludzkich, zebranych z miejsc straceń na ulicach, skwerach i podwórkach Woli, a także z okolic Pawiaka, ruin getta warszawskiego, siedziby Gestapo w al. Szucha oraz Instytutu Radowego na Ochocie. W uroczystości wzięło udział kilkadziesiąt tysięcy warszawiaków.
Szczątki ofiar powstania warszawskiego – zazwyczaj anonimowych cywilów – były grzebane na Cmentarzu Powstańców Warszawy do początku lat 50. Obecnie pod kurhanem, na którym w 1973 roku postawiono Pomnik „Polegli Niepokonani”, pogrzebanych jest nawet do 12 ton ludzkich prochów (odpowiada to liczbie ok. 40–50 tys. zamordowanych). Wokół pomnika ułożono bruk zebrany z wolskich ulic. Ponadto miejscem pochówku ofiar rzezi Woli stał się Cmentarz Wolski, gdzie znajdują się m.in. symboliczne groby redemptorystów z klasztoru przy ul. Karolkowej oraz ss. benedyktynek zamordowanych w Szpitalu św. Łazarza, jak również cmentarz prawosławny (spoczywają tam szczątki dzieci z sierocińca oraz mieszkańców domu parafialnego parafii św. Jana Klimaka).
Po wojnie zinwentaryzowano miejsca straceń na Woli, oznaczając je w większości przypadków piaskowcowymi tablicami projektu Karola Tchorka. Przez długi czas nie podejmowano jednak innych działań na rzecz uczczenia ofiar rzezi. Co więcej, w czasach PRL zlikwidowano wiele stawianych oddolnie znaków pamięci, w szczególności zawierających elementy symboliki religijnej. Względną swobodę w upamiętnianiu ofiar rzezi Woli miały w tym okresie jedynie instytucje – kościoły katolicki i prawosławny oraz środowisko pracowników Szpitala Wolskiego. Z inicjatywy tych ostatnich na miejscu straceń przy ul. Górczewskiej ustawiono w sierpniu 1945 drewniany krzyż (przetrwał do 2003 roku). Z kolei w 1949 roku przy kościele św. Wawrzyńca, nieopodal zbiorowej mogiły kryjącej szczątki ofiar rzezi, postawiono niewielki pomnik w kształcie nagrobka.
Działania na rzecz upamiętnienia dokonanych na Woli zbrodni nabrały intensywności na początku XXI wieku. Obecnie zamordowanych mieszkańców dzielnicy upamiętniają:
- pomnik Ofiar Rzezi Woli – pomnik dłuta Ryszarda Stryjeckiego, odsłonięty w 2004 roku przy rozwidleniu ulic Leszno i al. „Solidarności”[307].
- plac Męczenników Warszawskiej Woli – niewielki ogrodzony placyk przylegający do kościoła i klasztoru oo. redemptorystów przy ul. Karolkowej 49, poświęcony w sierpniu 2000 roku[308]. Znajdują się tam granitowy krzyż oraz szereg pamiątkowych tablic, poświęconych mieszkańcom dzielnicy zamordowanym w sierpniu 1944.
- miejsce pamięci na ulicy Górczewskiej 32 (przy skrzyżowaniu z al. Prymasa Tysiąclecia) – ośmiometrowy stalowy krzyż oraz tablice pamiątkowe, upamiętniające miejsce największych egzekucji dokonanych przez Niemców w trakcie rzezi Woli[309].
- 49 pamiątkowych tablic, niewielkich obelisków, pamiątkowych głazów lub krzyży, znajdujących się w granicach administracyjnych Woli, upamiętniających miejsca lub ofiary egzekucji dokonywanych przez Niemców w sierpniu i wrześniu 1944 (w tym 34 tablice projektu Karola Tchorka)[310]. Trzy tablice Tchorka upamiętniające egzekucje z 6–8 sierpnia 1944 znajdują się także w Śródmieściu Północnym (Hale Mirowskie, ulice Elektoralna i Przechodnia).
- Kaplica Pamięci Narodowej w lewym transepcie kościoła św. Wojciecha przy ul. Wolskiej 74/76[311].
- osobna ekspozycja w Muzeum Powstania Warszawskiego.

W 2010 roku Rada m.st. Warszawy ustanowiła 5 sierpnia Dniem Pamięci Mieszkańców Woli.
W sierpniu 2012 Instytut Pamięci Narodowej przeprowadził projekt „Wola Pamięci 1944”, którego celem było upamiętnienie oraz przypomnienie niemieckich zbrodni popełnionych na ludności Warszawy w czasie tłumienia powstania warszawskiego. W ramach projektu IPN zaapelował do mieszkańców Woli o zgłaszanie się bezpośrednich i pośrednich świadków rzezi – w celu udokumentowania ich świadectw. 
31 lipca 2014 na ścianie ratusza w Westerland na wyspie Sylt zawisła dwujęzyczna tablica upamiętniająca ofiary powstania warszawskiego. Napis na tablicy wspomina, iż Heinz Reinefarth – współodpowiedzialny za liczne zbrodnie popełnione w Warszawie w 1944 roku – przez wiele lat pełnił funkcję burmistrza miasteczka. Tego samego dnia parlament krajowy Szlezwiku-Holsztyna w specjalnej uchwale wyraził ubolewanie, że Reinefarth był niegdyś deputowanym do tego Landtagu.
Nie ukazała się jak dotąd żadna naukowa monografia poświęcona rzezi Woli. Na początku XXI wieku zakon redemptorystów powołał zespół historyków, którego zadaniem miało być zgromadzenie materiałów oraz przygotowanie publikacji poświęconej temu zagadnieniu. Pierwsza, niebędąca jednakże pracą naukową, syntetyczna próba opisu rzezi Woli, tj. książka dziennikarza Piotra Gursztyna pt. Rzeź Woli. Zbrodnia nierozliczona, została wydana dopiero w październiku 2014 roku.
Od 2015 roku, każdego 5 sierpnia, odbywa się Marsz Pamięci Ofiar Cywilnych Powstania Warszawskiego, który upamiętnia m.in. zamordowanych mieszkańców Woli. Marsz rozpoczyna się pod pomnikiem Ofiar Rzezi Woli przy rozwidleniu ulic Leszno i al. „Solidarności”, a kończy na Cmentarzu Powstańców Warszawy. Jego organizatorem jest Muzeum Powstania Warszawskiego.

## W kulturze
Rzezi Woli oraz jej ofiarom był poświęcony film dokumentalny 12 ton. Oni tam wszyscy są z 2008 roku (reż. Michał Rogalski).
Sceny nawiązujące do rzezi Woli znalazły się w polskich filmach fabularnych: Miasto 44 (reż. Jan Komasa), Był sobie dzieciak (reż. Leszek Wosiewicz) i Sierpniowe niebo. 63 dni chwały (reż. Ireneusz Dobrowolski), a także w VII serii serialu telewizyjnego Czas honoru (odc. 4, 5 i 6).